# Első transzkontinentális vasútvonal

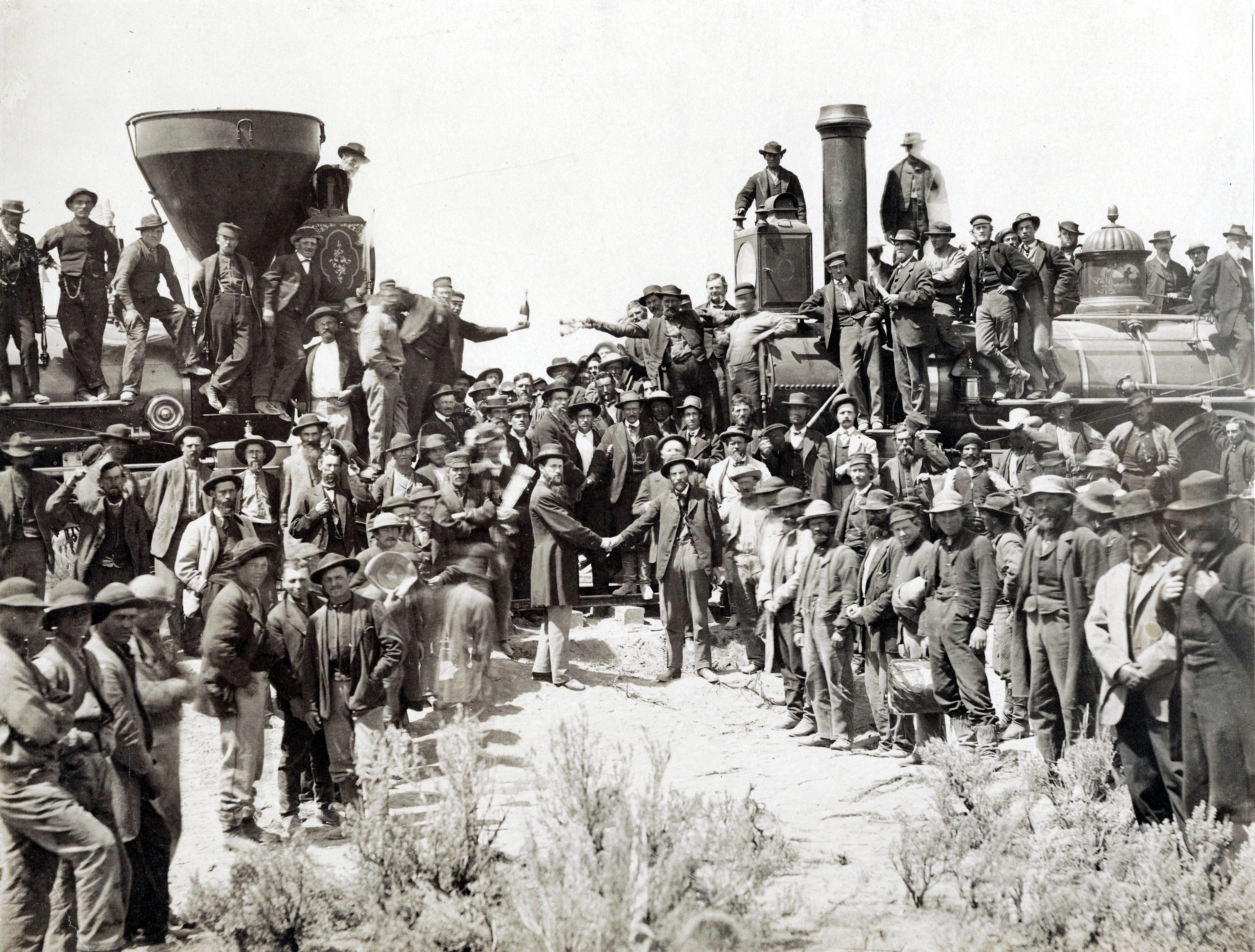
Az első transzkontinentális vasútvonal befejezése: 1869. május 10-én ünnepség keretében ütötték be az arany sínszeget a Promontory-csúcson, Utah államban. Balra középen Samuel S. Montague, a Central Pacific Railroad főmérnöke, kezet fog Grenville M. Dodge-dzsal a Union Pacific Railroad főmérnökével (jobbra középen) (Fotó: Andrew J. Russell)

Észak-Amerika első transzkontinentális vasútvonala (eredetileg "Pacific Railroad", később "Overland Route" néven ismert) egy 1863 és 1869 között épült, 1912 mérföld (3077 km) hosszúságú, normál nyomtávolságú összefüggő vasútvonal volt, amely az Amerikai Egyesült Államok meglévő keleti vasúthálózatát az iowai Council Bluffsnál kötötte össze a csendes-óceáni partvidékkel a San Francisco-öbölben lévő Oakland Long Wharfnál. A vasútvonalat három magántársaság építette a kiterjedt amerikai földtámogatások által biztosított közterületeken. Az építkezést állami és amerikai kormányzati támogatási kötvényekből, valamint a társaságok által kibocsátott jelzáloglevelekből egyaránt finanszírozták. A Western Pacific Railroad Company 132 mérföld (212 km) hosszúságú pályát épített az út nyugati végpontjától, Alamedától/Oaklandtől a kaliforniai Sacramentóig. A Central Pacific Railroad Company of California (CPRR) 690 mérföld (1110 km) hosszúságú pályát épített Sacramentótól keletre a Utah állambeli Promontory Summitig. A Union Pacific Railroad (UPRR) 1085 mérföldett (1746 km) épített az út keleti végpontjától, a Missouri folyó menti Council Bluffs és Omaha településektől Nebraska államban, nyugat felé a Promontory Summitig.
A vasút 1869. május 10-én nyitotta meg az átmenő forgalmat Sacramento és Omaha között, amikor Leland Stanford, a CPRR elnöke ünnepélyesen beütötte az arany "utolsó szeget" (amit később gyakran "arany sínszegnek" neveztek) egy ezüst kalapáccsal a Promontory-csúcson.  A következő hat hónapban elkészült az utolsó szakasz Sacramentótól a San Francisco-öbölig. Az így létrejött parttól partig tartó vasúti összeköttetés forradalmasította az amerikai Nyugat megtelepedését és gazdaságát. A nyugati államokat és területeket összehangolta az Unió északi államaihoz, és az utasok és áruk parttól partig történő szállítását lényegesen gyorsabbá, biztonságosabbá és olcsóbbá tette.
Az első transzkontinentális vasúti utasok 1869. szeptember 6-án érkeztek meg a Pacific Railroad eredeti nyugati végállomására, az Alameda terminálra, ahol átszálltak az Alameda nevű gőzhajóra, hogy az öbölön át San Franciscóba szállítsák őket. A vasút vasúti végállomását két hónappal később áthelyezték a mintegy egy mérfölddel északabbra fekvő Oakland Long Wharfhoz, amikor annak bővítése befejeződött, és 1869. november 8-án megnyitották az utasok előtt. A San Francisco és az Oakland Pier közötti szolgáltatást továbbra is kompok biztosították.
A CPRR végül megvásárolta az UPRR által épített 53 mérföld (85 km) hosszúságú szakaszt Promontory Summit-tól (MP 828) Ogdenig (MP 881), amely a két vasút vonatai közötti átszállóállomás lett. A transzkontinentális vasútvonal a köznyelvben Overland Route néven vált ismertté a Chicagóba tartó fő személyszállító vasúti szolgáltatás neve után, amely 1962-ig a vonalon közlekedett.

## Eredet

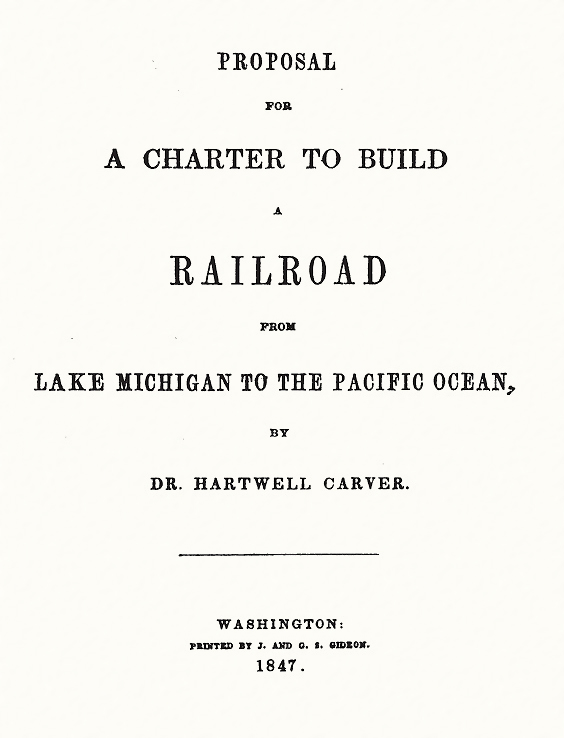
Dr. Hartwell Carver 1847-es, a kongresszusnak címzett, a Michigan-tótól a nyugati partig tartó csendes-óceáni vasútvonalra vonatkozó javaslatának címlapja

Az Egyesült Államok partjait összekötő vasútvonal építésének korai hívei között volt Dr. Hartwell Carver, aki 1847-ben benyújtotta az amerikai kongresszusnak a "Javaslat a vasútvonal építésére a Michigan-tótól a Csendes-óceánig tartó vasútvonalra" című dokumentumot, amelyben kongresszusi chartát kért ötlete támogatására.

### Előzetes feltárás

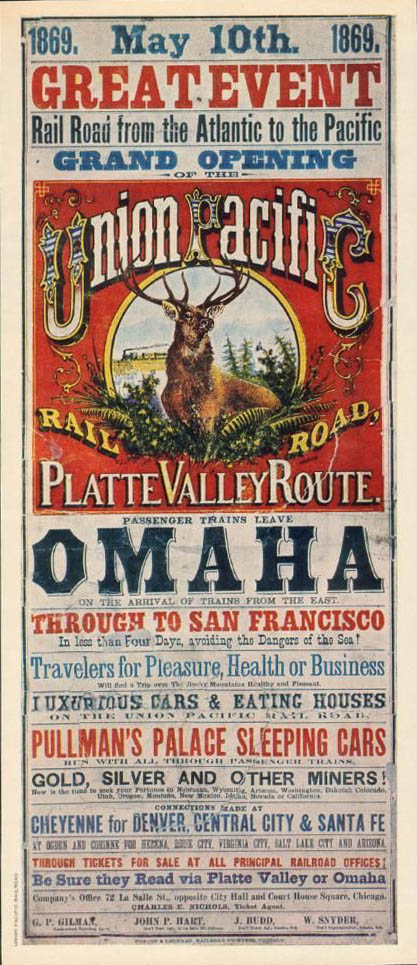
A Csendes-óceáni Vasút ünnepélyes megnyitóját bejelentő hivatalos plakát

A kongresszus beleegyezett az ötlet támogatásába. A hadügyminisztérium irányítása alatt 1853 és 1855 között folytak a Csendes-óceáni Vasút felmérései. Ezek kiterjedt expedíciósorozatot tartalmaztak az amerikai nyugaton a lehetséges útvonalakat keresve. A feltárásokról készült jelentés alternatív útvonalakat írt le, és hatalmas mennyiségű információt tartalmazott az amerikai Nyugatról, amely legalább 400 000 négyzetmérföldet (1 000 000 km²) fedett le. Tartalmazta a régió természetrajzát és a hüllők, kétéltűek, madarak és emlősök illusztrációit.
A jelentés azonban nem tartalmazta a lehetséges útvonalak részletes topográfiai térképeit, amelyek a megvalósíthatóság, a költségek becsléséhez és a legjobb útvonal kiválasztásához szükségesek lettek volna. A felmérés elég részletes volt ahhoz, hogy megállapítsa, hogy a legjobb déli útvonal a Gila folyó és Mexikó határától délre, a nagyrészt üres sivatagban, Arizona és Új-Mexikó leendő területein keresztül vezet. Részben ez motiválta az Egyesült Államokat a Gadsden-vétel befejezésére.
1856-ban az amerikai képviselőház csendes-óceáni vasúttal és távíróval foglalkozó különbizottsága jelentést tett közzé, amelyben a javasolt csendes-óceáni vasúti törvényjavaslat támogatását javasolta:

„A kontinens atlanti és csendes-óceáni partjai közötti vasúti és távíró összeköttetések kiépítésének szükségessége ma már nem vita tárgya; ezt mindenki elismeri. Ahhoz, hogy megőrizzük jelenlegi pozíciónkat a Csendes-óceánon, szükségünk van valamilyen gyorsabb és közvetlenebb összeköttetésre, mint amit jelenleg egy idegen hatalom birtokain keresztül vezető útvonal biztosít.”

### Lehetséges útvonalak
Az amerikai kongresszus erősen megosztott volt abban a kérdésben, hogy hol legyen a vasút keleti végállomása - egy déli vagy egy északi városban.
Három útvonalat fontolgattak:
- Az északi útvonal nagyjából a Missouri folyó mentén, a mai Montana északi részén keresztül Oregon Territoryba vezetett. Ezt a durva terepviszonyok és a nagy téli havazás miatt nem tartották kivitelezhetőnek.[N 7]
- Egy középső útvonal, amely a nebraskai Platte folyót követi a wyomingi South Passig, az Oregon Trail nagy részét követve. A hó ezen az útvonalon továbbra is gondot jelentett.
- Egy déli útvonal Texason, Új-Mexikó területén és a Sonora-sivatagon keresztül, amely a kaliforniai Los Angelesbe vezet. Az 1848-as felmérés során a földmérők megállapították, hogy a legjobb útvonal az Amerikai Egyesült Államok és Mexikó közötti határtól délre vezet. Ezt az 1853-as Gadsden-vétel oldotta meg.[26][N 8]

Miután kiválasztották a központi útvonalat, azonnal nyilvánvalóvá vált, hogy a nyugati végállomásnak Sacramentónak kell lennie. A keleti végállomással kapcsolatban azonban jelentős nézetkülönbségek voltak. A Missouri folyó 250 mérföldes (400 km) szakasza mentén három helyszínt vettek fontolóra:
- A Missouri állambeli St. Joseph, amelyet a Hannibal and St. Joseph Railroad vágányain keresztül lehetett megközelíteni.
- Kansas City (Kansas/ Leavenworth, Kansas, a Leavenworth, Pawnee and Western Railroad-on keresztül, amelyet Thomas Ewing Jr. és később John C. Frémont irányított.
- Council Bluffs, Iowa / Omaha, Nebraska, megközelíthető a Union Pacific finanszírozója, Thomas C. Durant által tervezett Mississippi and Missouri Railroad és az új Union Pacific vasútvonal meghosszabbításán keresztül, amelyet szintén Durant irányított.

Council Bluffsnak számos előnye volt: Jóval északabbra feküdt a polgárháborús harcoktól Missouriban; ez volt a legrövidebb út a Wyomingban található Sziklás-hegységben található South Passhoz; és egy termékeny folyó mentén vezetett, ami ösztönözte volna a letelepedést. Durant 1857-ben, amikor még ügyvéd volt, felbérelte a későbbi elnököt, Abraham Lincolnt, hogy képviselje őt egy üzleti ügyben, amely egy Missouri folyón átívelő hídról szólt. Most Lincoln volt felelős a keleti végpont kiválasztásáért, és Durant tanácsára támaszkodott. Durant Omaha mellett érvelt, és annyira biztos volt a választásban, hogy elkezdett földet vásárolni Nebraskában.

## Kulcsszereplők

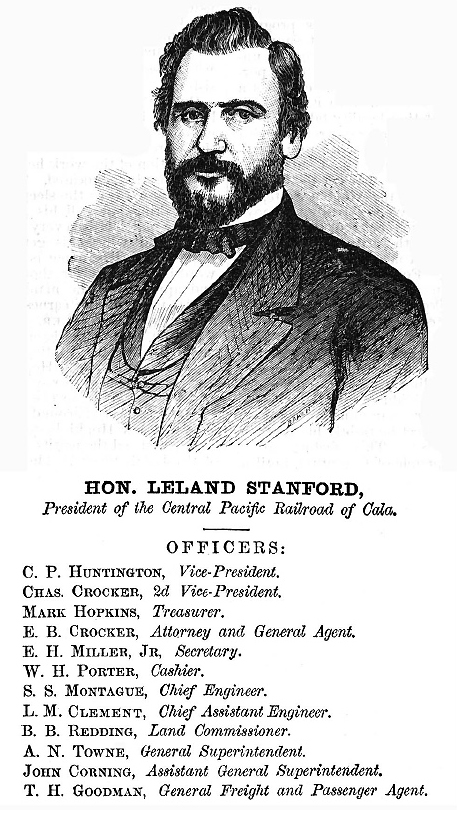
Leland Stanford és a CPRR tisztviselői 1870-ben

### Asa Whitney
A központi útvonal vasútvonalának egyik legkiemelkedőbb bajnoka Asa Whitney volt. Ő egy Chicagótól és a Nagy-tavaktól Észak-Kaliforniáig tartó útvonalat képzelt el, amelyet az   útvonal mentén élő telepeseknek eladott földekből finanszírozott volna. Whitney sokat utazott, hogy üzletemberek és politikusok támogatását kérje, térképeket és röpiratokat nyomtatott, és számos javaslatot nyújtott be a Kongresszusnak, mindezt saját költségén. 1845 júniusában egy csapatot vezetett a javasolt útvonal egy részén, hogy felmérje annak megvalósíthatóságát.
A csendes-óceáni vasútvonal építésének megkezdésére vonatkozó törvényt (Memorial of Asa Whitney, magyar nyelven Asa Whitney emlékműve néven) először Zadock Pratt képviselő terjesztette be a kongresszusba. A kongresszus nem cselekedett azonnal Whitney javaslata alapján.

### Theodore Judah

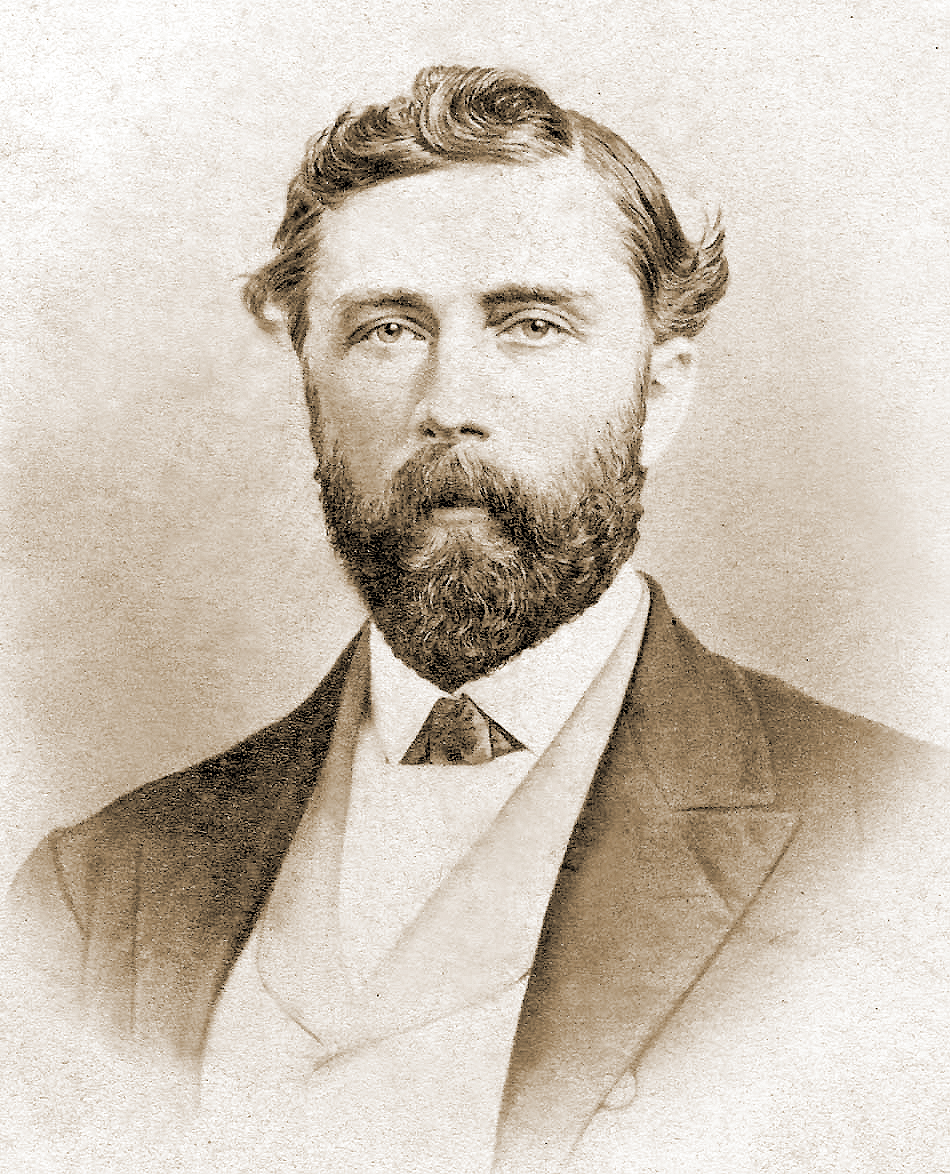
Theodore Judah, a transzkontinentális vasút építészmérnöke és a Central Pacific első főmérnöke.

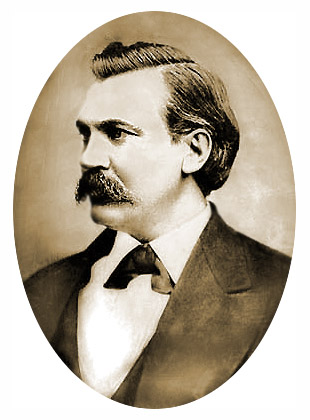
Lewis M. Clement, a pálya fő segédmérnöke és főfelügyelője

Theodore Judah lelkes támogatója volt a központi útvonal vasútjának. Erőteljesen lobbizott a projekt mellett, és elvállalta az útvonal felmérését a zord Sierra Nevadán keresztül, ami a projekt egyik legfőbb akadálya volt.
1852-ben Judah volt az újonnan megalakult Sacramento Valley Railroad főmérnöke, az első vasútvonal, amely a Mississippitől nyugatra épült. Bár a vasút később csődbe ment, miután a kaliforniai Placerville környéki könnyű placer aranylelőhelyek kimerültek, Judah meg volt győződve arról, hogy egy megfelelően finanszírozott vasút Sacramentóból a Sierra Nevada hegységen keresztül eljuthat a Nagy-medencébe, és csatlakozhat a keletről érkező vasútvonalakhoz.
1856-ban Judah írt egy 13 000 szavas javaslatot a csendes-óceáni vasútvonal támogatására, és szétküldte a kabinet titkárainak, kongresszusi képviselőknek és más befolyásos embereknek. 1859 szeptemberében Judah-t választották meg a Csendes-óceáni Vasúti Konvenció akkreditált lobbistájának, amely valóban jóváhagyta az út felmérésére, finanszírozására és mérnöki kivitelezésére vonatkozó tervét. Judah 1859 decemberében visszatért Washingtonba. Lobbista irodája volt az Egyesült Államok Capitoliumában, audienciát kapott James Buchanan elnöknél, és képviselte a konvenciót a kongresszus előtt.
Judah 1860-ban tért vissza Kaliforniába. Továbbra is kereste a Sierra hegységen keresztül vezető, vasútépítésre alkalmas, praktikusabb útvonalat. 1860 közepén a helyi bányász, Daniel Strong felmért egy útvonalat a Sierra felett egy fizetős szekérút számára, amelyről rájött, hogy egy vasútnak is megfelelne. Felfedezését Júdának írt levelében írta le. Együtt létrehoztak egy egyesületet, hogy a helyi kereskedőktől és üzletemberektől előfizetéseket kérjenek a tervezett vasútvonal támogatására.
1861 januárjától vagy februárjától júliusig Judah és Strong egy 10 fős expedíciót vezetett, hogy felmérjék a vasútvonal útvonalát a Sierra Nevadán át a Clipper Gap és az Emigrant Gap, a Donner Passon át, majd délre Truckee-ig. Felfedeztek egy olyan utat a Sierrákon át, amely eléggé fokozatos volt ahhoz, hogy alkalmassá tegyék a vasút számára, bár még sok munkára volt szükség.

### A Nagy Négyes

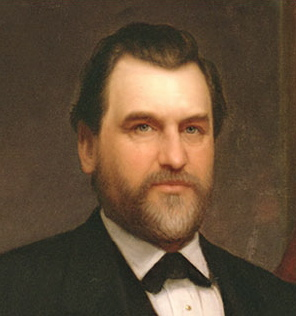
Leland Stanford hivatalos kormányzói portréja

Négy észak-kaliforniai üzletember megalapította a Central Pacific Railroadot: Leland Stanford (1824-1893), elnök; Collis Potter Huntington (1821-1900), alelnök; Mark Hopkins (1813-1878), pénztáros; Charles Crocker (1822-1888), építésfelügyelő. Mindannyian jelentősen meggazdagodtak a vasúttal való kapcsolatukból.

### Thomas Durant

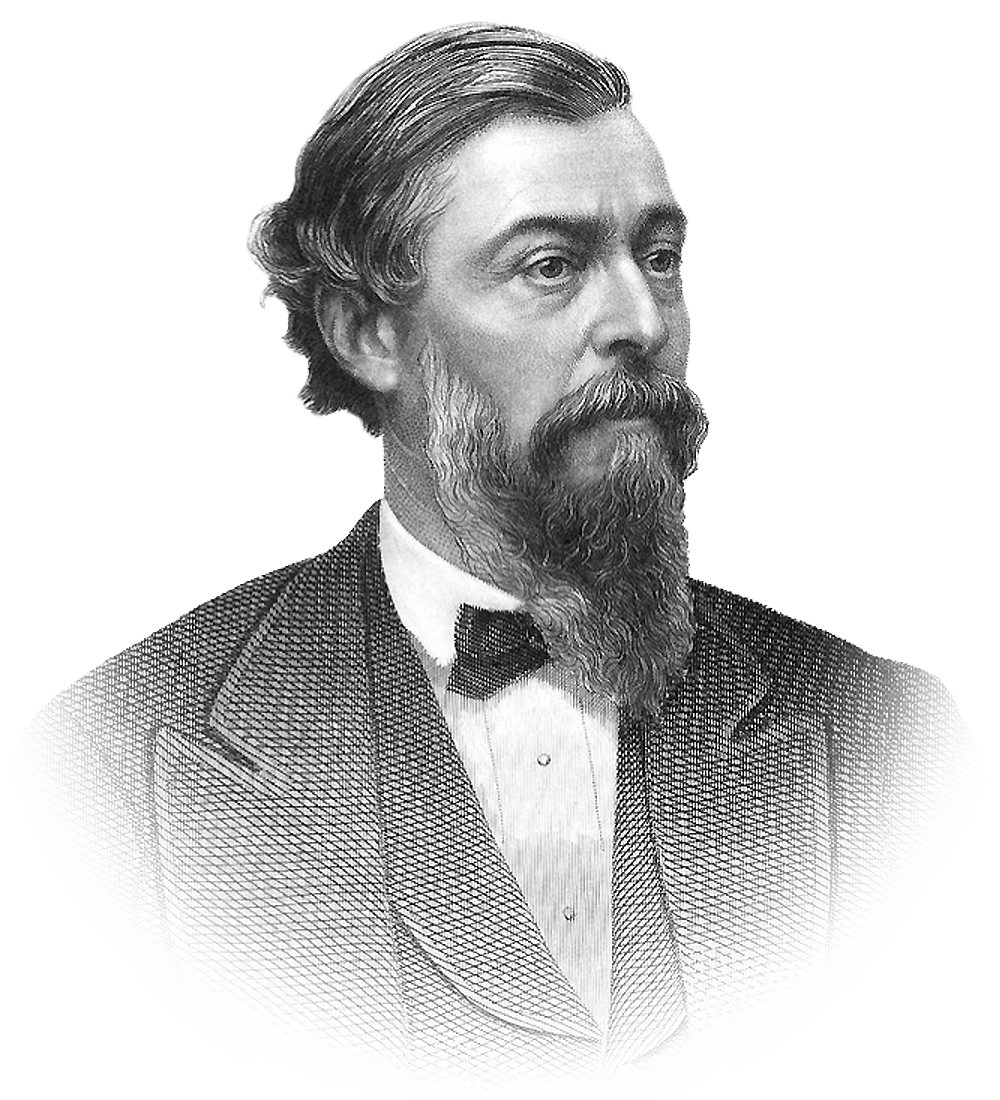
Dr. Thomas C. Durant

Dr. Thomas Clark "Doc" Durant egykori szemészorvos névlegesen csak alelnöke volt a Union Pacificnek, ezért egy sor olyan elismert embert, mint John Adams Dix, a vasúttársaság elnökévé nevezett ki. Durant és a finanszírozási megállapodásai a CPRR-rel ellentétben viták és botrányok martalékává váltak.

## Engedélyezés és finanszírozás
1860 februárjában Samuel Ryan Curtis iowai képviselő törvényjavaslatot nyújtott be a vasút finanszírozására. Ez átment a képviselőházon, de elhalt, amikor nem lehetett összeegyeztetni a szenátusi változattal a déli államok ellenállása miatt, akik a 42. szélességi körhöz közeli déli útvonalat akartak. 1861-ben Curtis újra megpróbálta, de elbukott. Miután a déli államok elszakadtak az Uniótól, a képviselőház 1862. május 6-án, a szenátus pedig június 20-án hagyta jóvá a törvényjavaslatot. Lincoln július 1-jén írta alá az 1862. évi csendes-óceáni vasúti törvényt, amely két társaság, a Central Pacific nyugaton és a Union Pacific középnyugaton történő megépítésére adott felhatalmazást. A jogszabály egy új vasútvonal építését és üzemeltetését írta elő a Missouri folyótól Council Bluffsnál (Iowa állam) nyugatra, a kaliforniai Sacramentóig és tovább a San Francisco-öbölig. 1864-ben egy másik törvényt fogadtak el az elsőt kiegészítendő. Another act to supplement the first was passed in 1864. 1863-ban a Pacific Railroad Acts (1863. évi csendes-óceáni vasúti törvény) meghatározta a szabványos nyomtávot, amelyet ezeken a szövetségi finanszírozású vasutakon használni kell.

### Szövetségi finanszírozás
A projekt finanszírozására a törvény felhatalmazta a szövetségi kormányt, hogy 30 éves lejáratú amerikai államkötvényeket bocsásson ki (6%-os kamatra). A vasúttársaságoknak mérföldenként 16 000 dollárt (ma körülbelül 461 000 dollár/mérföld) fizettek a sík terepen lefektetett pályáért, 32 000 dollárt mérföldenként (ma körülbelül 922 000 dollár/mérföld) a hegyek lábánál lefektetett pályáért, és 48 000 dollárt mérföldenként (ma körülbelül 1 383 000 dollár/mérföld) a hegyekben lefektetett pályáért. A két vasúttársaság hasonló mennyiségű, vállalati fedezetű kötvényt és részvényt adott el.

### A Union Pacific finanszírozása
Bár a Union Pacificre vonatkozó szövetségi törvények megkövetelték, hogy egyetlen partner sem birtokolhatott 10 százaléknál több részvényt, a Union Pacificnek gondjai voltak részvényeinek eladásával. A kevés jegyző egyike az Az Utolsó Napi Szentek Jézus Krisztus Egyháza vezetője, Brigham Young volt, aki a Utah államon keresztül vezető vasútvonal nagy részének megépítéséhez a személyzetet is biztosította. Durant azzal csábította a többi befektetőt, hogy felajánlotta, hogy a nevükre vásárolt részvényekért előleget fizet. Ez a rendszer lehetővé tette Durant számára, hogy a vasúti részvények mintegy felét ellenőrzése alá vonja. A Union Pacific kezdeti építése Durant tulajdonában lévő földterületeken haladt át. Durant vasútját mérföldek alapján fizették, és hogy tovább növelje nyereségét, a Union Pacific hurkokat épített a nem szükséges vágányokból, és 1865. július 4-re, 2 és fél év építés után csak 40 mérföldet (64 km) távolodott el Omahától.
Durant úgy manipulálta részvényeinek piaci árát, hogy pletykákat terjesztett arról, hogy mely vasútvonalakban volt érdekeltsége, amelyek a Union Pacifichez való csatlakozását fontolgatták. Először azt a pletykát hirdette, hogy az ő kezdő M&M Railroad-jának van egy üzletkötése folyamatban, miközben titokban részvényeket vásárolt a depressziós Cedar Rapids and Missouri Railroad-ban. Ezután azt a pletykát terjesztette, hogy a CR&M tervezi a Union Pacifichez való csatlakozást, és ekkor nyomott áron kezdte visszavásárolni az M&M részvényeit. Becslések szerint a csalásai több mint 5 millió dolláros nyereséget termeltek neki és társainak.

### A Central Pacific finanszírozása
Collis Huntington, egy sacramentói vaskereskedő 1860 novemberében a St. Charles Hotelben meghallgatta Judah előadását a vasútról. Meghívta Judah-t az irodájába, hogy részletesen meghallgassa a javaslatát. Huntington meggyőzte Judah-t, hogy fogadja el a saját és négy másik személy finanszírozását: Mark Hopkins, az üzlettársa; James Bailey, egy ékszerész; Leland Stanford, egy fűszeres; és Charles Crocker, egy szárazáru-kereskedő. Kezdetben fejenként 1500 dollárt fektettek be, és igazgatótanácsot alakítottak. Ezek a befektetők a Nagy Négyek néven váltak ismertté, és vasútjukat Central Pacific Railroadnak nevezték el. Végül mindannyian több millió dollárt kerestek a befektetéseikből és a Central Pacific Railroad irányításából.
Mielőtt a nagyobb építkezés megkezdődhetett volna, Judah visszautazott New Yorkba, hogy pénzt gyűjtsön a Nagy Négyek kivásárlásához. Nem sokkal New Yorkba érkezése után azonban Judah 1863. november 2-án meghalt sárgalázban, amelyet a Panama-vasúton a Panama-földszoroson való áthaladása közben kapott el. 1863. november 2-án a CPRR mérnöki osztályát utódja, Samuel S. Montegue vette át, valamint a kanadai képzettségű Lewis Metzler Clement főmérnök-helyettes (később megbízott főmérnök), aki egyben a pályafelügyelő is lett.

### Földtámogatások
Annak érdekében, hogy a társaságok további tőkebevonást tegyenek lehetővé, a Kongresszus 200 láb (61 m) hosszúságú úthasználati folyosót, földeket biztosított a vasutaknak további létesítmények, például kitérők és karbantartó állomások számára. A vasúttársaságok a kormány tulajdonában lévő földek váltakozó szakaszait is megkapták - mérföldenként (1,6 km) 6400 acre-t (2600 hektár) - 10 mérföldön (16 km) keresztül a pálya mindkét oldalán, sakktábla mintát alkotva. A vasúttársaságok a páratlan számozású szakaszokat kapták, míg a páros számozású szakaszok a szövetségi kormányé maradtak. Kivételt képeztek a városok, a folyóknál vagy a nem kormányzati tulajdonban lévő területek. A vasúttársaságok a földek értékén alapuló kötvényeket adtak el, és a jó földdel rendelkező területeken, mint a Sacramento völgye és Nebraska a földeket telepeseknek adták el, hozzájárulva a Nyugat gyors betelepüléséhez. A Union Pacific és a Central Pacific számára nyújtott földtámogatások összterülete nagyobb volt, mint Texas állam területe: a szövetségi kormányzat által nyújtott földtámogatások összesen mintegy 130 000 000 acre-t, az állami kormányzat által nyújtott földtámogatások pedig mintegy 50 000 000 acre-t tettek ki.
Korántsem volt magától értetődő, hogy a ritkán lakott nyugaton működő vasutak elég pénzt fognak keresni ahhoz, hogy megtérüljön a megépítésük és üzemeltetésük. Ha a vasúttársaságok három éven belül nem tudták eladni a nekik juttatott földet, akkor a mindenkori kormányzati áron kellett eladniuk: acre-onként 1,25 dollár (3,09 dollár/hektár). Ha nem tudták visszafizetni a kötvényeket, a fennmaradó vasúti vagyon, beleértve a vonatokat és a síneket is, azok az amerikai kormányra szálltak volna vissza. A Kongresszus (1861-1863) a nyugati települések megtelepedésének ösztönzésére elfogadta a Homestead Acts törvényeket, amelyek egy kérelmezőnek 160 acre (65 hektár) földet biztosítottak azzal a feltétellel, hogy a kérelmezőnek meg kellett művelnie a földet. Ez a törvény telepesek ezreit ösztönözte arra, hogy nyugatra költözzenek.

### Vasúti önkereskedelem
A szövetségi törvényhozás nem rendelkezett megfelelő felügyelettel és elszámoltathatósággal. A két vállalat kihasználta a jogszabály ezen hiányosságait, hogy manipulálja a projektet, és extraprofitot termeljen magának. A szövetségi kormány által felajánlott bőkezű támogatások ellenére a vasúti tőkések tudták, hogy a vasútüzletből még hónapokig, esetleg évekig nem fognak profitot termelni. Elhatározták, hogy magából az építkezésből is profitot fognak termelni. A finanszírozók mindkét csoportja független vállalatokat hozott létre a projekt befejezésére, és a vasúti vállalkozásokkal együtt az új vállalatok irányítását is ők irányították. Ez az önállóság lehetővé tette számukra, hogy a vasúttársaságok által kifizetett nagyvonalú haszonkulcsokat építsenek be. Nyugaton a Central Pacific élén álló négy férfi egyszerű nevet választott a cégüknek, a "Contract and Finance Company" (szerződéses és pénzügyi társaság) nevet. Keleten a Union Pacific egy idegen nevet választott, "Crédit Mobilier of America"-nak nevezte el építőipari cégét. Ez utóbbi cég később egy messzemenő botrányba keveredett, amelyet később ismertetünk.
Emellett a szövetségi felügyelet hiánya mindkét társaságot arra ösztönözte, hogy folytassák a vasútépítést egymás mellett, mivel mindkettőjüket aszerint fizették és kaptak földtámogatást, hogy hány mérföldnyi vágányt fektettek le, még akkor is, ha végül csak egy vágányt használtak volna. Ezt a hallgatólagosan elfogadott haszonszerző tevékenységet (valószínűleg véletlenül) a Union Pacific fotósa, Andrew J. Russell örökítette meg a Promontory Trestle építéséről készített képein.

### Munkaerő és bérek
A Union Pacific által felvett építőmérnökök és földmérők közül sokan már az amerikai polgárháború idején is dolgoztak az amerikai katonai vasúthálózat több mint 2000 mérföld (3200 km) hosszúságú, a háború végére az amerikai katonai vasút ellenőrzése alatt álló vasútvonalának javításán és üzemeltetésén. A Union Pacific hasznosította a háború alatt szerzett tapasztalataikat a rácsos hidak javításában és építésében is. A Union Pacific félig képzett munkásainak nagy részét az Unió és a Konföderáció hadseregéből leszerelt sok katonából, valamint emigráns írekből toborozták.

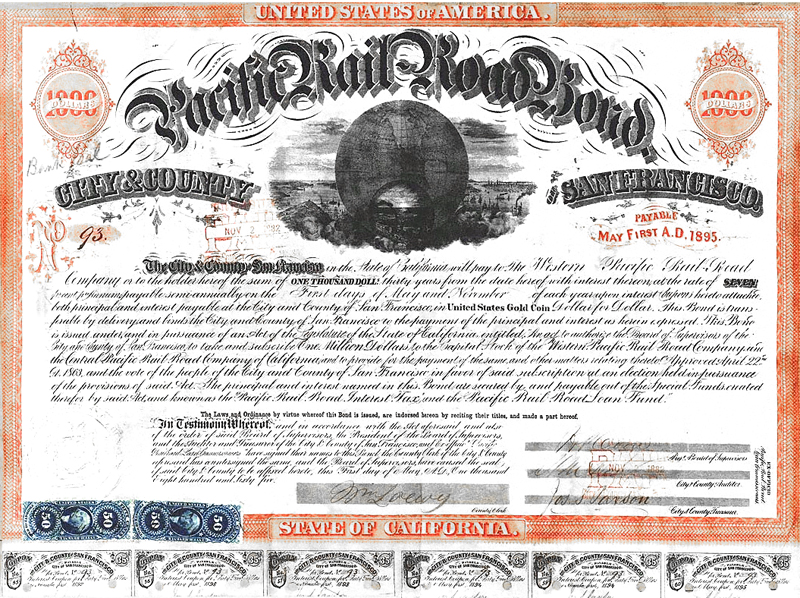
Pacific Railroad kötvény, rajta San Francisco városa és megyéje, 1865

1864 után a Central Pacific Railroad ugyanazokat a szövetségi pénzügyi ösztönzőket kapta, mint a Union Pacific Railroad, valamint néhány, Kalifornia állam és San Francisco városa által nyújtott építési kötvényt. A Central Pacific felvett néhány kanadai és európai építőmérnököt és földmérőt, akik nagy tapasztalattal rendelkeztek a vasútépítésben, de nehezen talált félig képzett munkaerőt. A legtöbb fehér bőrű kaliforniai inkább a bányákban vagy a mezőgazdaságban dolgozott. A vasút azzal kísérletezett, hogy helyi emigráns kínaiakat alkalmazott kétkezi munkásként, akik közül sokan a kínai Kuangtung tartomány Gyöngy-folyó deltájában fekvő Sze Yup körzetekből menekültek a szegénység és a háború borzalmai elől.:7 :15–37 Amikor munkásként bizonyítottak, a CPRR ettől kezdve inkább kínaiakat alkalmazott, és még Kuangtungban is toborzást indított. Kis termetük és tapasztalatlanságuk ellenére a kínai munkások végezték a nehéz kézi munka nagy részét, mivel e munkák csak igen korlátozott mértékben voltak elvégezhetők állatokkal, egyszerű gépekkel vagy lőporral. A vasút néhány, az amerikai polgárháború utóhatásai elől menekülő feketét is alkalmazott. A legtöbb fekete és fehér munkás havi 30 dolláros fizetést kapott, valamint ételt és szállást. A legtöbb kínai kezdetben havi 31 dollárt kapott, és szállást is biztosítottak nekik, de ők inkább maguknak főztek. 1867-ben a CPRR egy sztrájk után havi 35 dollárra (2020-ban 650 dollárnak megfelelő összegre) emelte a bérüket. A CPRR felismerte az alacsony bérért foglalkoztatott jó munkások előnyeit: "A kínai munkaerő bizonyult a Central Pacific megmentőjének".:30

## Transzkontinentális útvonal

### Az építkezés megkezdődött

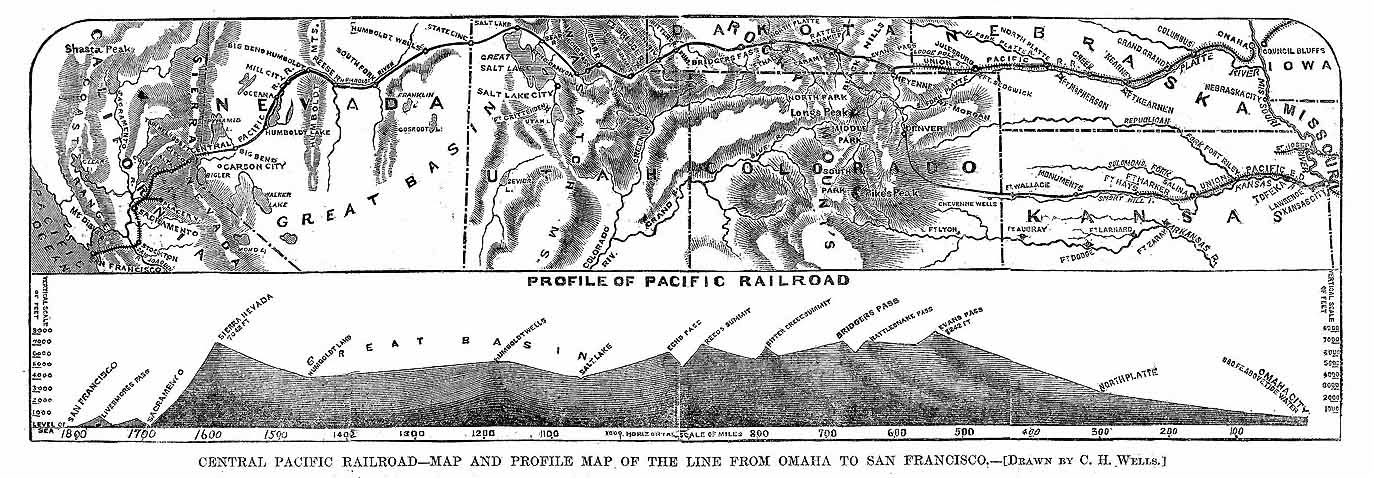
A Pacific Railroad profilja Council Bluffs/Omaha és San Francisco között. Harper's Weekly 1867. december 7.

A Central Pacific 1863. január 8-án tette meg az alapkőletételt. A keleti parton lévő gyártóközpontokból való szállítási alternatívák hiánya miatt gyakorlatilag minden szerszámukat és gépüket, beleértve a síneket, a vasúti kitérőket, a fordítókorongokat, a teher- és személykocsikat, valamint a gőzmozdonyokat először vonattal szállították a keleti parti kikötőkbe. Ezeket aztán hajókra rakták, amelyek vagy a dél-amerikai Horn-fokot kerülték meg, vagy a rakományt a Panama-földszorosnál rakodták ki, ahonnan lapátkerekes gőzhajókon és a panamai vasúton keresztül küldték át. A panamai vasút nyomtávja 5 láb (1524 mm) volt, ami nem volt összeegyeztethető a CPRR-berendezések által használt 4 láb-8+1⁄2 hüvelyk (1435 mm) nyomtávval. Ez utóbbi útvonal fontonként körülbelül kétszer olyan drága volt. Miután a gépek és szerszámok elérték a San Francisco-öböl környékét, folyami lapátkerekes gőzhajókkal szállították őket, amelyek a Sacramento folyón az utolsó 130 mérföldes (210 km) szakaszon felfelé szállították őket az új állami fővárosba, Sacramentóba. A gőzmozdonyok, vasúti kocsik és egyéb gépek közül sokat szétszedve szállítottak, és újra össze kellett őket szerelni. A vasúti sínekhez, gerendákhoz, hidakhoz, tűzifához és távírópóznákhoz szükséges faanyagot Kaliforniában gyűjtötték be, és a projekt helyszínére szállították.
A Union Pacific Railroad csak 18 hónap múlva, 1865 júliusában kezdte meg az építkezést. A pénzügyi támogatás megszerzésének nehézségei, valamint a polgárháború miatti munkaerőhiány és az anyagok elérhetetlensége késleltette őket. A nebraskai Omaha új városában lévő kiindulópontjukat még nem kötötte össze vasút az iowai Council Bluffsszal. A munka megkezdéséhez szükséges felszereléseket kezdetben a Missouri folyón lapátkerekes gőzhajókkal szállították Omahába és Council Bluffsba. A Union Pacific 1865 folyamán olyan lassan kezdte meg az építkezést, hogy a négy megvásárolt gőzmozdonyból kettőt eladtak.
Miután az amerikai polgárháború 1865-ben véget ért, a Union Pacific továbbra is versenyben maradt a vasúti szállítmányokért azokkal a vállalatokkal, amelyek délen építettek vagy javítottak vasutakat, és az árak emelkedtek.

### Vasúti szabványok

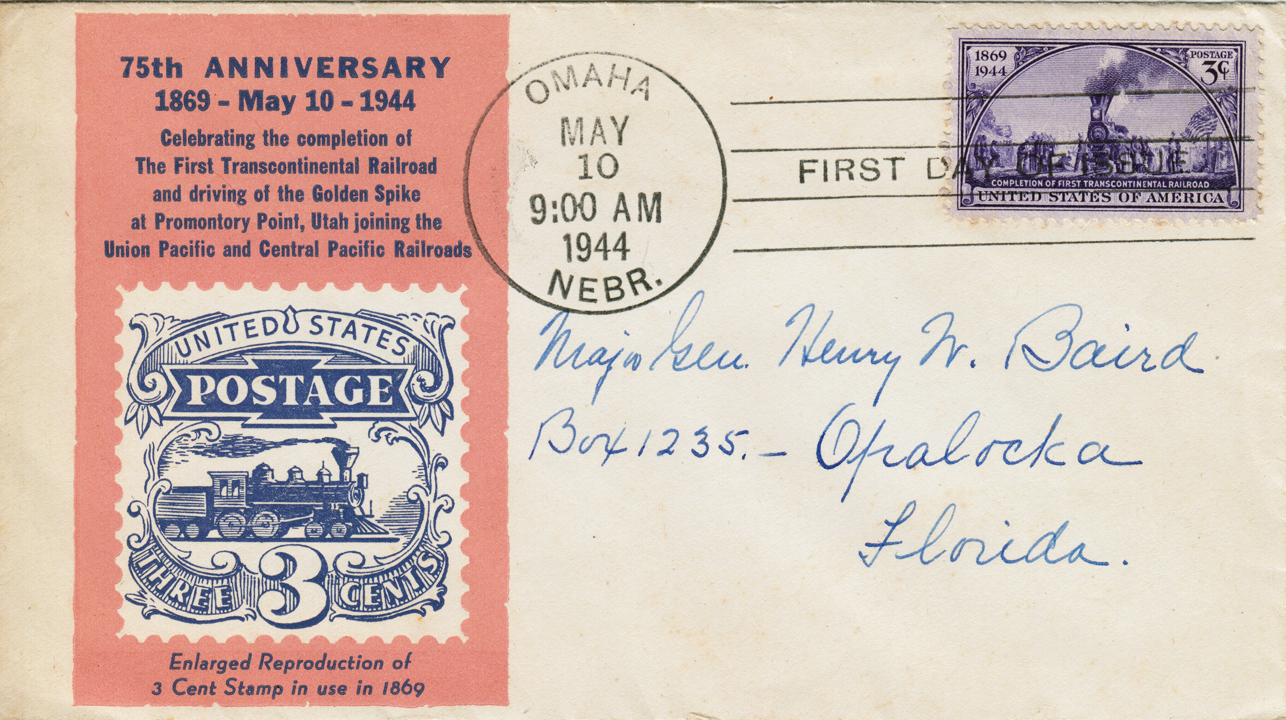
Az első transzkontinentális vasútvonal 75. évfordulója alkalmából 1944. május 10-én, az 1869. május 10-én a Promontory Summitnál az "arany sínszeg" beverésének 75. évfordulóján kibocsátott 3 centes Sc922-vel frankált elsőnapi boríték

Abban az időben az Egyesült Államokban két elsődleges szabvány volt a nyomtávolságra, amelyet a két sín közötti távolság határoz meg. Nagy-Britanniában a nyomtáv 1435 mm volt, és ezt a nyomtávot az északi vasutak többsége elfogadta. A déli országok nagy része azonban az 1524 mm-es nyomtávot alkalmazta. A vasúti kocsiknak nyomtávváltáskor a forgóvázak tengelyeit és kerekeit ki kellett cserélni. Másik lehetőségként a rakományt le- és átrakodták, ami viszont időigényes munka volt, és késleltette a teherszállítást. A transzkontinentális vasút esetében az építők a ma már szabványos nyomtávnak nevezett nyomtávolságot fogadták el.
A Bessemer-acélgyártás és a nyílt kemencés acélgyártás 1865-re már használatban volt, de a vassíneknél sokkal hosszabb élettartamú acélsínek előnyeit még nem bizonyították. 1865-ben a vasút építéséhez kezdetben használt sínek szinte mindegyike vasból készült, lapos aljú, módosított I gerenda profilból, amelynek súlya yardonként 56 font (27,8 kg/m) vagy yardonként 66 font (32,7 kg/m) volt. 1865-ben a vasúttársaságoknak az volt a célja, hogy a projektet a lehető leggyorsabban és minimális költséggel fejezzék be. Néhány éven belül szinte minden vasúttársaság áttért az acélsínekre.

### Időzónák és távíróhasználat
Az Egyesült Államokban és Kanadában 1883. november 18-ig nem egységesítették az időt. Az egyes vasutak 1865-ben a menetrendi hibák minimalizálása érdekében minden vasút saját időt állított be. Az egyszerű kommunikáció érdekében a vasutak a vasútvonal mentén távíróvonalakat építettek ki. Ezek a vonalak végül felváltották az eredeti Első transzkontinentális távírót, amely a Mormon Trail nagy részét követte a North Platte folyón felfelé és a nagyon ritkán lakott közép-nevadai útvonalon keresztül Utah és Nevada középső részén. A vasút mentén húzódó távíróvonalakat könnyebb volt megvédeni és karbantartani. Az eredeti távíróvonalak közül sokat felhagytak, mivel a távíróüzletet összevonták a vasúti távíróvonalakkal.

### Union Pacific útvonal

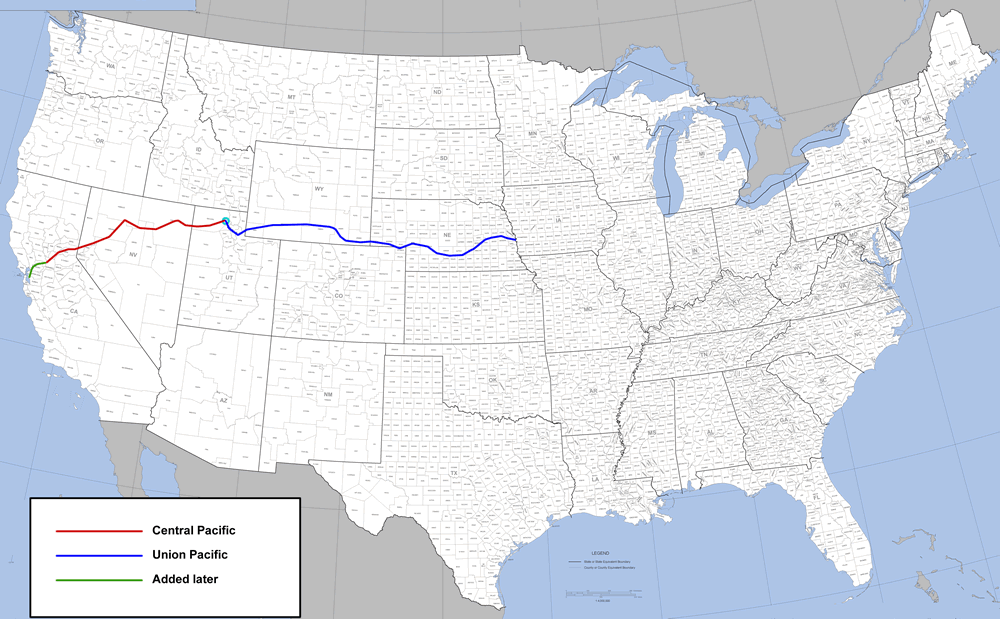
Az első amerikai transzkontinentális vasútvonal útvonala a kaliforniai Sacramentótól az iowai Council Bluffsig. Council Bluffsban más vasutak is csatlakoztak a keleti és középnyugati városokhoz

A Union Pacific 1087 mérföld (1749 km) hosszúságú pályája az iowai [Council Bluffsban, a Missouri folyó keleti partján lévő MP 0,0-nál kezdődött. Omahát Abraham Lincoln elnök választotta ki az átrakó depó helyéül, ahol akár hét vasúttársaság is átrakhatta a postát és más árukat a Union Pacific nyugatra tartó vonataira.
A vonatokat kezdetben komppal szállították át a Missouri folyón, mielőtt a nebraskai területen lévő Omahából kiinduló nyugati vágányokhoz jutottak volna. Télen a folyó befagyott, és a kompokat szánok váltották fel. Híd csak 1872-ben épült, amikor is elkészült a Union Pacific Missouri River 2750 láb (840 m) hosszúságú hídja.
Miután a vasútvonal kezdetben átkelt a Missouri folyó Omahától nyugatra fekvő szikláin, és elhagyta a Missouri folyó völgyét, az útvonal áthidalta az Elkhorn folyót, majd átkelt az új, 460 m (1500 láb) hosszú Loup folyó hídon, miközben a Platte folyó völgyének északi oldalát követte nyugat felé Nebraskán keresztül, az Oregon, Mormon és Kalifornia útvonal általános nyomvonalán.
1865 decemberére a Union Pacific csak 40 mérföld (64 km) vágányt fejezett be, elérve a Nebraska állambeli Fremontot, és további 10 mérföld (16 km) útalapot.
1865 végén Peter A. Dey, a Union Pacific főmérnöke lemondott egy útvonalvita miatt Thomas C. Durant-tel, a Union Pacific egyik fő finanszírozójával.
A polgárháború végeztével és a fokozott kormányzati felügyelet közeledtével Durant felvette korábbi M&M mérnökét, Grenville M. Dodge-ot a vasút építésére, és a Union Pacific őrült vágtába kezdett nyugat felé.
A Union Pacific új főmérnökeként a korábbi uniós tábornokot, John "Jack" Casementet alkalmazták. Felszerelt néhány vasúti kocsit, hogy hordozható hálóházként szolgáljanak a munkásoknak, és összegyűjtötte az embereket és az ellátmányt, hogy a vasútvonalat gyorsan nyugatra tolja. Az emeletes házak közé Casement egy konyhakocsit is beállított az ételek elkészítéséhez, és még egy tehéncsordáról is gondoskodott, amelyet a vasúti fejállomással és az emeletes kocsikkal együtt kellett mozgatni, hogy friss húst biztosítsanak. Vadászokat béreltek fel, hogy a nagy amerikai bölénycsordákból származó bölényhúst biztosítsák.
A kis földmérőcsapatokat, amelyek kitűzték a vasút vonalát, néha megtámadták és megölték a portyázó indiánok. Válaszul az amerikai hadsereg aktív lovassági őrjáratokat állított fel, amelyek egyre nagyobbak lettek, ahogy az indiánok egyre agresszívebbé váltak. Ideiglenes, többnyire vászonsátrakból álló "guruló pokolnak" nevezett városok kísérték a vasutat, ahogy az építkezés nyugat felé haladt.
A Platte folyó túl sekély és kanyargós volt ahhoz, hogy folyami szállítást biztosítson, de a folyó völgye nyugat felé tartott, és fokozatosan emelkedett, körülbelül 6 láb/mérföld (1,1 m/km) mértékben, ami gyakran lehetővé tette, hogy 1866-ban egy mérföld (1,6 km) vágányt fektessenek le naponta vagy annál is többet, amikor a Union Pacific végre gyorsan elkezdett nyugat felé haladni. A patakokon és folyókon átívelő hidak építése volt a késedelmek fő forrása. Ott, ahol a Platte folyó North Platte folyóra és South Platte folyóra oszlik, a vasút egy 2600 láb (790 m) hosszú hídon (becenevén ½ mérföldes híd) hidalta át az északi Platte folyót. Ezt a sekély, de széles North Platte folyón építették át, amely gőzcölöpverők által vert cölöpökön nyugodott. 1866 decemberében itt építették fel a nebraskai North Platte "vasúti" várost, miután abban az évben mintegy 240 mérföld (390 km) hosszúságú pályát építettek. 1866 végén Grenville M. Dodge korábbi vezérőrnagyot nevezték ki a Union Pacific főmérnökévé, de a keményen dolgozó "Jack" Casement tábornok továbbra is főépítési "főnökként" dolgozott, testvére, Daniel Casement pedig pénzügyi vezetőként folytatta.
Az Oregon, a Mormon és a Kaliforniai Ösvény eredeti kivándorlási útvonala Wyomingon keresztül a Platte folyó völgyében való haladás után a Wyoming állambeli Casperen keresztül a Sweetwater folyó mentén haladt felfelé a North Platte folyó völgyében, majd a 7412 láb (2259 m) magas South Passnál át a kontinentális vízválasztón. Az eredeti nyugatra utazók ökrökkel és öszvérekkel vontatott szekereikkel igyekeztek a folyóvölgyekhez ragaszkodni, hogy elkerüljék a lehető legtöbb útépítést - a lejtők és éles kanyarok általában nem vagy alig jelentettek számukra gondot. Az ökrökkel és öszvérekkel vontatott szekerek voltak az eredeti terepjáró járművek a maguk idejében, mivel a kivándorlási utak szinte mindegyike terepen vezetett, durva, kiépítetlen ösvényeken. Az ökrök vagy öszvérek által húzott szekerek számára a South Passon átvezető útvonal fő előnye az volt, hogy kisebb volt a magasság egy „könnyen” átkelhető hágón, és "könnyen" összeköttetésben állt a közeli folyóvölgyekkel a kontinentális választóvonal mindkét oldalán víz és fű tekintetében. A kivándorló utakat télen lezárták. A North Platte-South Pass útvonal sokkal kevésbé volt előnyös a vasút számára, mivel mintegy 150 mérfölddel (240 km) hosszabb volt, és sokkal drágább volt megépíteni a North Platte szűk, meredek és sziklás kanyonjain. A North Platte mentén vezető útvonal ráadásul messzebb volt a coloradói Denvertől, és nehéz terepen haladt át, miközben a városba vezető vasúti összeköttetést már tervezték és felmérték.
Egy új, rövidebb, "jobb" útvonal felmérésére már 1864 óta folytak erőfeszítések. 1867-re egy új útvonalat találtak és mértek fel, amely a South Platte folyó egy része mentén haladt Nebraska nyugati részén, és miután belépett a mai Wyoming állam területére, a Lodgepole Creek és a Crow Creek között egy fokozatosan emelkedő gerincen emelkedett fel a 2500 méter magas Evans-hágóig (más néven Sherman-hágó), amelyet a Union Pacific által alkalmazott angol földmérő és mérnök, James Evans fedezett fel 1864 körül. Ezt a hágót ma az Ames-emlékmű é. sz. 41,131281°, ny. h. 105,398045°41.131281°N 105.398045°W jelzi, amely jelzi a hely jelentőségét, és megemlékezik a Union Pacific vasút két fő támogatójáról. A nebraskai North Platte városából (2834 láb vagy 864 méteres magasság) a vasút nyugat felé és felfelé haladt egy új útvonalon Nebraska és Wyoming területén (akkoriban a Dakota terület része volt) át a South Platte folyó északi partján, majd a Wyoming állammá vált Lone Pine-nál (Wyoming) át a későbbi Wyoming államba. Az Evans Pass a későbbiekben Cheyenne és Laramie új "vasúti" városai között feküdt. Ehhez a hágóhoz csatlakozva, Cheyenne-től mintegy 24 km-re (15 mérföldre) nyugatra volt az egyetlen olyan hely a Laramie-hegységen átívelő keskeny "gitárnyak", amely komolyabb erózió nélkül keresztezte a hegyeket az úgynevezett "gangplank"-on (é. sz. 41,099746°, ny. h. 105,153205°41.099746°N 105.153205°W), amelyet Grenville M. Dodge vezérőrnagy fedezett fel 1865-ben, amikor az amerikai hadseregben szolgált. Az új útvonal, amelyet Wyomingon át vizsgáltak, több mint 150 mérfölddel (240 km) rövidebb volt, laposabb profilú, ami olcsóbb és könnyebb vasútépítést tett lehetővé, és közelebb vezetett Denverhez és a Wasatch- és Laramie-hegység ismert szénmezőihez.
A vasút a nebraskai North Platte-ből Cheyenne-ig tartó 220 mérföldes (350 km) emelkedő során körülbelül 980 métert emelkedett - mérföldenként körülbelül 2,8 métert (15 láb/km) -, ami nagyon enyhe, átlagosan kevesebb mint egy fokos lejtést jelentett. Ez az "új" útvonal soha nem vált kivándorlási útvonallá, mert nem volt elegendő víz és fű a kivándorlók ökreinek és öszvéreinek etetéséhez. A gőzmozdonyoknak nem volt szükségük fűre, és a vasúttársaságok szükség esetén kutakat tudtak fúrni a vízért.
Wyomingban már felfedezték a szenet, amelyről John C. Frémont 1843-as, Wyomingot átszelő expedíciója során beszámolt, és a transzkontinentális vasút megépítésének idejére már olyan városok lakói is kitermelték, mint a Utah állambeli Coalville, később pedig a wyomingi Kemmerer. A Union Pacificnek szénre volt szüksége, hogy gőzmozdonyait a Nebraskát és Wyomingot átszelő, szinte fátlan síkságokon üzemanyaggal lássa el. A vasúti szénszállítmányokra úgy tekintettek, mint potenciálisan jelentős bevételi forrásra - ez a lehetőség még mindig kiaknázásra vár.

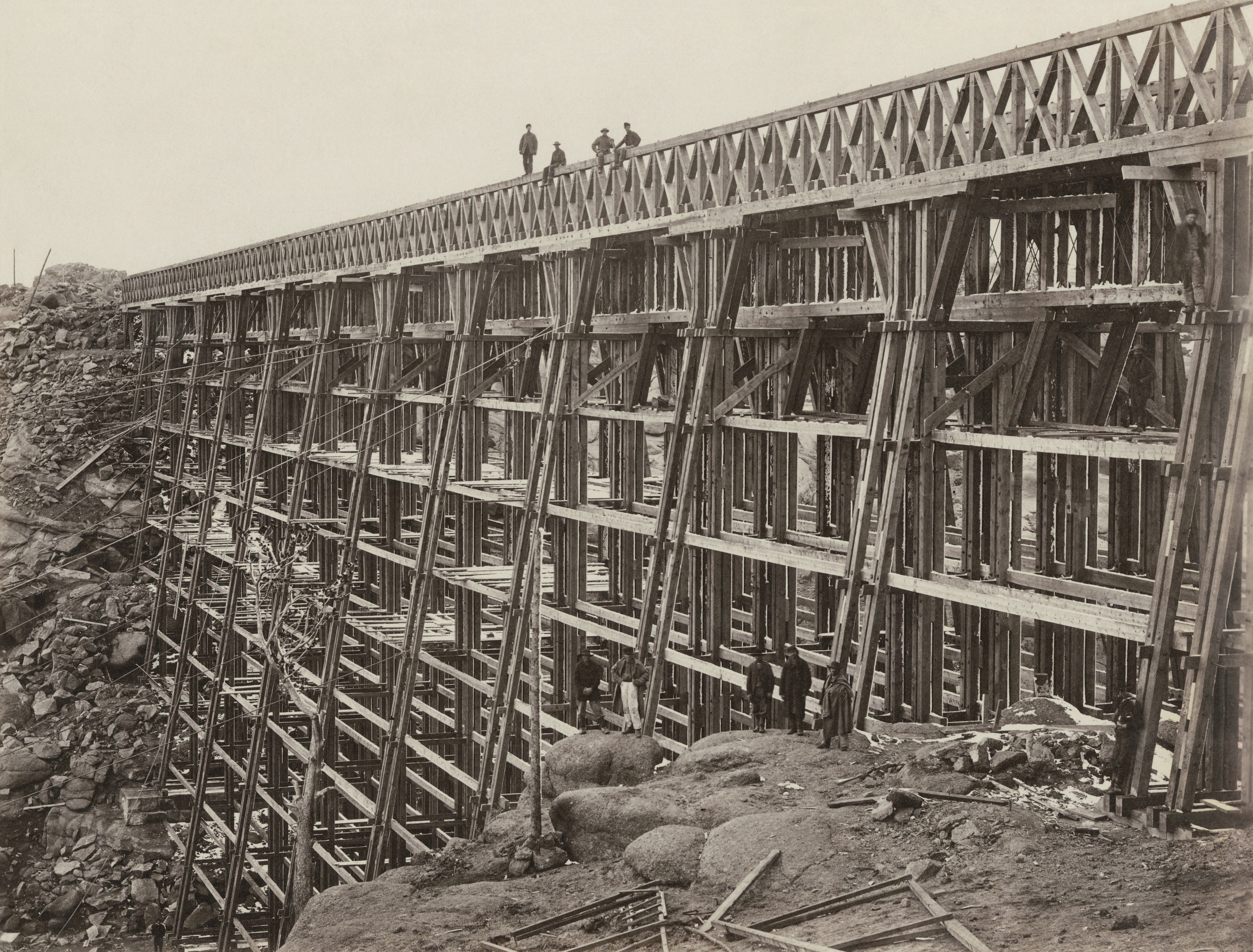
Dale Creek híd

A Union Pacific 1867 decemberében érte el Cheyenne új vasútvárosát, miután abban az évben mintegy 270 mérföldet (430 km) tett meg. A tél folyamán szünetet tartottak, felkészülve arra, hogy a vágányt az Evans (Sherman's) hágón keresztül átvezessék. Az Evans-hágó 8247 láb (2514 m) magasságával a transzkontinentális vasútvonal legmagasabb pontja. Az Evans-hágón túl, mintegy 6,4 km-re a vasútnak egy hatalmas hidat kellett építenie a Dale Creek kanyon (é. sz. 41,103803°, ny. h. 105,454797°41.103803°N 105.454797°W) felett. A Dale Creek-i átkelő volt az egyik legnehezebb vasútépítési kihívásuk. A Dale Creek-i híd 650 láb (200 m) hosszú volt, és 125 láb (38 m) magasan a Dale Creek fölött húzódott. A híd elemeit az illinois-i Chicagóban fából előre elkészítették, majd vasúti kocsikon szállították Dale Creek-be összeszerelésre. A híd helyének keleti és nyugati megközelítése a transzkontinentális vasútvonal legmagasabb tengerszint feletti magassága közelében, mindkét oldalon közel egy mérföld hosszan kellett gránitot vágni. Az eredeti Dale Creek hídon a vonatok sebességkorlátozása 4 mérföld (6,4 km) volt óránként a hídon keresztül. A Dale Creeken túl a vasútépítés a későbbi Laramie városánál szünetelt, hogy hidat építsenek a Laramie folyón.
Az Evans-hágótól 35 mérföldre (56 km) található Union Pacific 1870-ben összekötötte az új "vasút" Cheyenne városát Denverrel és a Denver Pacific Railway and Telegraph Company vasútvonalával. A tengerszint felett 1850 méterrel (6070 láb) magasan fekvő, és a Union Pacific új útvonalán elhelyezkedő, Denverrel összeköttetést biztosító Cheyenne-t úgy választották ki, hogy jelentős vasúti központ legyen, és kiterjedt vasúti pályaudvarokkal, karbantartó létesítményekkel és a Union Pacific jelenlétével rendelkezett. Elhelyezkedése jó bázissá tette a segédmozdonyok számára, amelyek a hókotróval felszerelt vonatokhoz csatlakoztak, hogy segítsenek a sínek hótól való megtisztításában, vagy segítsenek a nehéz teheráruknak az Evans-hágón való átvonszolásában. A Union Pacific és a Denveri vasútvonal találkozása a Kansas City (Kansas), Kansas City (Missouri) és a Missouri folyótól keletre fekvő vasutakkal való összeköttetésével ismét növelte Cheyenne jelentőségét, mint két nagy vasútvonal csomópontja. Cheyenne később Wyoming legnagyobb városa és az új Wyoming állam fővárosa lett.
A vasút számos települést hozott létre az út mentén: Fremont, Elkhorn, Grand Island, North Platte, Ogallala és Sidney, mivel a vasút a Platte folyót követte Nebraska területén keresztül. A vasút még az új Colorado állam területére is eljutott, miután átkelt a North Platte folyón, és követte a South Platte folyót nyugatra, a későbbi Julesburgbe, mielőtt északnyugatra fordult a Lodgepole Creek mentén Wyomingba. A Dakota Területen (Wyoming) létrehozták Cheyenne, Laramie, Rawlins (nevét John Aaron Rawlins uniós tábornokról kapta, aki 1867-ben a településen táborozott), Green River és Evanston (nevét James Evansről kapta) új városokat, valamint sokkal több fűtőanyag- és vízmegállót. A Green Riveren új híddal keltek át, és ott épült fel az új "vasúti" város, Green River is, miután a sínek 1868. október 1-jén elérték a Green River-t - az utolsó nagy folyót, amelyen át kellett kelni.
1868. december 4-én a Union Pacific elérte Evanstont, miután abban az évben közel 360 mérföld (580 km) vágányt fektetett le a Green River és a Laramie-síkság között. 1871-re Evanston jelentős karbantartó várossá vált, amely a kocsik és a gőzmozdonyok kiterjedt javítási munkálatainak elvégzésére volt képes.
A Utah Területen a vasút ismét letért a fő kivándorlási útvonalakról, hogy átkeljen a Wasatch-hegységen, és a zord Echo-kanyonon (Summit megye, Utah) és a Weber-folyó kanyonján keresztül haladjon. Hogy az építkezést minél jobban felgyorsítsa, a Union Pacific több ezer mormon munkást szerződtetett, hogy a vasútépítést megelőzve bevágásokat, töltéseket építsenek, fektessék le a hidakat, robbantásokkal alagutakat fúrjanak a vadregényes Weber-folyó kanyonjában a Utah állambeli Ogdenig. A mormonok és a Union Pacific vasúti munkálatai a mai Utah és Wyoming határának területén egyesültek. A Weber-kanyonban épített négy alagút közül a leghosszabb a 757 láb (231 m) hosszú 2-es alagút volt. Ennek az alagútnak a munkálatai 1868 októberében kezdődtek, és hat hónappal később fejeződtek be. Ideiglenes síneket fektettek le körülötte és a 3. (508 láb vagy 155 méter), a 4. (297 láb vagy 91 méter) és az 5. (579 láb vagy 176 méter) alagút körül, hogy folytathassák a munkát az alagutaktól nyugatra lévő síneken.
Az alagutak mindegyike az új, veszélyes nitroglicerin robbanóanyaggal készült, ami felgyorsította a munkát, de néhány halálos balesetet is okozott. A vasútvonal építése közben a vadregényes Weber-folyó kanyonja mentén a mormon munkások rátaláltak a később a Thousand Mile Tree nevet kapott fenyőfára, amely egy magányos fa volt a pálya mentén 1000 mérföldre (1600 km) Omahától. Egy történelmi emléktáblát helyeztek el ott.
A sínek 1869. március 8-án érték el a Utah állambeli Ogdent, bár a befejező munkálatok még több mint egy évig folytak a síneken, alagutakon és hidakon a Weber-kanyonban. Ogdenből a vasút a Nagy-sóstótól északra, Brigham Citybe és Corinne-ba vezetett mormon munkások segítségével, mielőtt végül 1869. május 10-én csatlakozott a Central Pacific Railroadhoz a Promontory Summitnál, Utah állam területén. 1869. május 10-én. A Union Pacific egyes tisztviselői elutasították, hogy a Weber Canyonon keresztül és azon túl a munkálatok teljes, megállapodás szerinti építési költségét kifizessék a mormonoknak, a Union Pacific szegénységére hivatkozva, annak ellenére, hogy a Crédit Mobilier of America botránya révén milliókat csaltak ki belőle. A Union Pacific ellen indított bírósági eljárásokkal csak részleges kifizetést sikerült elérni.

### Central Pacific útvonal

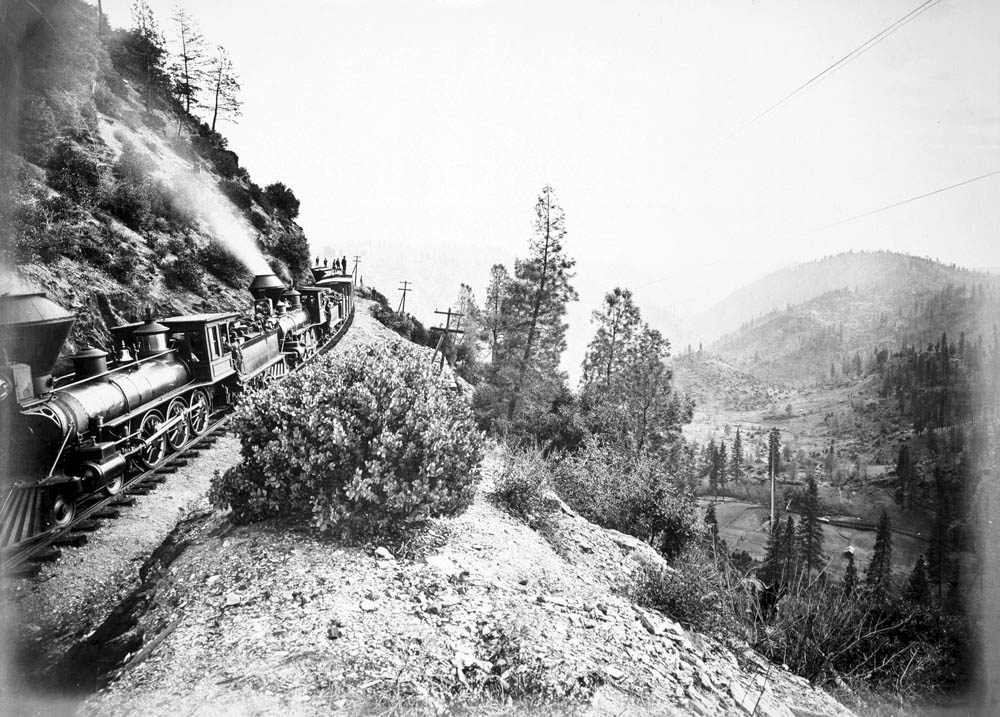
A Central Pacific Railroad útvonala Cape Hornnál 1880 körül

A Central Pacific 1863-ban a kaliforniai Sacramentóban kezdődő, 690 mérföld (1110 km) hosszúságú pályát fektetett le, amely a Donner Passnál a Sierra Nevada hegység 2100 méteres, zord vidékén át az új Nevadai államba vezetett. A Sacramentótól (40 láb vagy 12 m magasság) a Donner-csúcsig (7000 láb vagy 2100 m magasság) tartó szintkülönbséget körülbelül 140 km (90 mérföld) alatt kellett teljesíteni, kilométerenként átlagosan 76 láb (14 méter/km) szintkülönbséggel, és a Sierra hegységben csak néhány helyen létezett ilyen típusú „rámpa”. A Sierra Nevadán átvezető útvonal felfedezését és részletes térképes felmérését profilokkal és magassági adatokkal Theodore Judah-nak, a Central Pacific Railroad főmérnökének tulajdonítják, aki 1863-ban bekövetkezett haláláig a Central Pacific Railroad főmérnöke volt. Ez az útvonal egy gerincen vezet fel az American River északi elágazása (délen) és a Bear River (Feather River) és a South Yuba River (északon) között. Ahogy a vasút Sacramentóból a Donner-csúcsig emelkedett, csak egy 3 mérföldes (4,8 km) szakasz volt a "Horn-fok CPRR" közelében, ahol a vasút emelkedése kissé meghaladta a két százalékot.

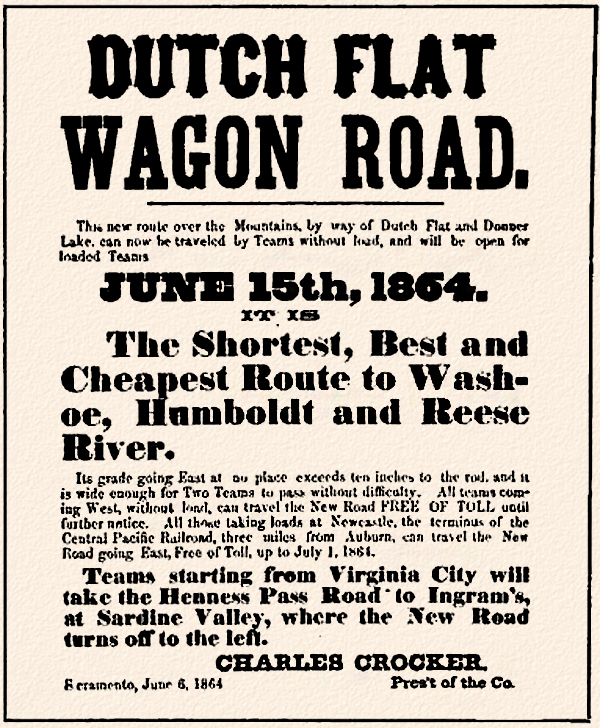
1864 advertisement for the opening of the Dutch Flat Wagon Road

1864 júniusában a Central Pacific vasúttársaság vállalkozói megnyitották a Dutch Flat és Donner Lake Wagon Road (DFDLWR) útvonalat. 1864-ben mintegy 300 000 dollárba került és egy évig tartott a munka, ezt a fizetős kocsiutat nagyrészt azon az útvonalon nyitották meg, amelyet a Central Pacific vasút (CPRR) a Donner-csúcs felett használt volna, hogy a CPRR számára szükséges árut és utasokat, valamint más rakományokat szállítson a fizetős útjukon az egyre előretörő vasútállomás és a Sierra felett a nevadai arany- és ezüstbányászvárosokba. Ahogy a vasút fejlődött, a kombinált vasúti és szekérszállítmányokkal együtt a fuvarozási díjszabásuk is sokkal versenyképesebbé vált. A Comstock Lode fellendülésével a Nevadába irányuló fizetős úti teherforgalom volumenét évi 13 000 000 dollárra becsülték, és ha ennek a teherforgalomnak akár csak egy részét is megszereznék, az segítene kifizetni a vasútépítést. Amikor a vasút elérte Renót, az összes nevadai teherszállítás többsége a vasútra került, és a nevadai áruk ára jelentősen csökkent, mivel a Nevadába irányuló fuvardíjak jelentősen csökkentek. A Sierrákon átvezető vasúti útvonal a California Trail truckeei ágának általános útvonalát követte, kelet felé haladva a Donner Passon át és a Truckee folyó zord völgyében.
A Sierra fölötti útvonalat Judah 1863-ban bekövetkezett halála előtt előzetes felmérésekben már felrajzolta. Judah helyettesét, Samuel S. Montague-t nevezték ki a Central Pacific új főmérnökévé, Lewis M. Clement főmérnök-asszisztenst és Charles Cadwaladert másodasszisztensként. Az új vasútvonal megépítéséhez részletes felméréseket kellett készíteni, amelyek megmutatták, hogy hol kell majd bevágásokat, töltéseket, támfalakat, hidakat és alagutakat építeni. A hosszú időt igénylőnek ítélt munkálatokat azonnal megkezdték, amint a tervezett nyomvonal helyét meg lehetett állapítani, és a munkások, az ellátmányok és az útépítési eszközök előreküldésére alkalmasnak találták. Az alagutak, a hídpillérek és a hidak szinte mind így épültek. A munka szétszórt jellege azt eredményezte, hogy a munkát két részre osztották: L. M. Clement a felső részt a Blue Cañontól Truckeeig, Cadwalader pedig az alsó részt Truckeetól a nevadai határig. Más segédmérnökök konkrét feladatokat kaptak, mint például egy híd, alagút vagy karám építése, amelyet a munkások tapasztalt felügyelők irányításával végeztek.
A Central Pacificnek összesen tizenegy alagútprojektje (3-13. számú) volt építés alatt a Sierrában 1865 és 1868 között, ebből hét alagút a Donner-csúcs keleti oldalán lévő 2 mérföldes (3,2 km) szakaszon. Az alagutakat általában úgy építették, hogy egy sor lyukat fúrtak az alagút falába, ezeket megtöltötték lőporral, majd felrobbantották, hogy a sziklát kiszabadítsák. A lőport a kaliforniai Santa Cruz közelében lévő California Powder Works biztosította. Ezek a gyárak 1864-ben kezdték meg a termelést, miután az amerikai polgárháború miatt megszűntek a keletről a kaliforniai és nevadai bányászat és vasút számára szállított lőporszállítmányok. A Central Pacific nagy mennyiségben használta a lőport, gyakran naponta akár 500 hordó, egyenként 25 font (11 kg) lőport is felhasznált.
A csúcsalagutat (6. számú), 1660 láb (510 m), 1865 végén kezdték el építeni, jóval a vasútállomás előtt. A tömör grániton keresztül a csúcsalagút csak körülbelül 0,98 láb (0,30 m) sebességgel haladt előre naponta és falanként, mivel három nyolcórás műszakban dolgoztak a munkások, akik kézzel fúrták a lyukakat sziklafúróval és kalapáccsal, fekete porral töltötték fel őket, és megpróbálták felrobbantani a gránitot. Az egyik brigád a lyukakat fúrta a homlokzatokon, egy másik brigád pedig minden robbantás után összegyűjtötte és eltávolította a meglazult kőzetet. A munkásokat 1865-66 telén a Donner-hágótól keletre levő csúcsalagútról és a pályaszerkezetről levonultatták, mivel nem volt mód az ellátásukra, és nem volt olyan szállás, ahol lakhattak volna. A személyzetet áthelyezték a Truckee folyó kanyonjában lévő hidak és a pályaépítés munkálataira.
1866-ban a csúcsalagút közepén egy 38 méteres függőleges aknát építettek, és megkezdték a munkát a keleti és a nyugati alagútfal felé, így a haladás felgyorsítása érdekében a csúcsalagútban négy helyszín állt rendelkezésre. Egy régi gőzmozdonyt nagy erőfeszítések árán, a szekérúton keresztül hozták fel, és csörlőhajtóként használták, hogy segítsen eltávolítani a meglazult sziklát a függőleges aknából és a két munkaterületről. 1866-67 telére a munkálatok kellőképpen előrehaladtak, és a munkások számára tábort építettek a csúcsalagútban, ami lehetővé tette a munka folytatását. Az egyik alagútfal keresztmetszete egy 16 láb széles (4,9 m), 16 láb magas (4,9 m) ovális volt, 11 láb (3,4 m) függőleges fallal. Az alagút építése akkor gyorsult fel, amikor elkezdték használni az újonnan feltalált nitroglicerint, amelyet az alagút közelében gyártottak. A nitroglicerinnel a négy alagútfal találkozása után a csúcsalagutat a szükséges 16 láb (4,9 m) magasságig mélyítették, és még gyorsabban haladtak. Szinte az összes többi alagút mindkét alagútfalon dolgoztak, és középen találkoztak. Attól függően, hogy az alagutak milyen anyagba hatoltak be, béleletlenül hagyták őket, vagy téglával, sziklával vagy fával és oszlopokkal bélelték ki. Néhány alagutat úgy terveztek, hogy középen elhajoljon, hogy igazodjon a pálya ágyazatának görbületéhez. E potenciális bonyodalom ellenére a különböző alagutak középvonalai szinte mindegyike körülbelül 5,1 cm-en (2 hüvelyken) belül találkozott. A részletes felmérési munkát, amely ezeket az alagútásatásokat a szükséges pontosságúvá tette, majdnem teljes egészében a kanadai születésű és képzettségű Lewis Clement, a CPRR vezető segédmérnöke és pályafelügyelője, valamint asszisztensei végezték.
A vasúti pálya ágyazata előtti dombokon vagy hegygerinceken egy lapos aljú, V alakú "bevágást" kellett készíteni, hogy a vasút átjusson a gerincen vagy a dombon. Az anyag típusa határozta meg a V lejtését és azt, hogy mennyi anyagot kellett eltávolítani. Ideális esetben ezekhez a vágásokhoz olyan völgyfeltöltések illeszkednének, amelyek a kiásott anyagot felhasználnák az útalapnak a szintvágás és feltöltés építéséhez szükséges szintre emeléséhez. Az 1860-as években nem volt olyan nehézgép, amellyel ezeket a vágásokat el lehetett volna végezni, illetve a töltésekhez szükséges anyagot el lehetett volna szállítani. A lehetőségek között szerepelt a csákánnyal és lapáttal történő kiásás, a hegyoldalban lévő anyag talicskával és/vagy ló- vagy öszvérvontatású szekérrel történő elszállítása, vagy a laza robbantás. A V alakú kivágások robbantásához több, akár 6,1 m (20 láb) mély lyukat kellett fúrni az anyagba, ezeket lőporral feltölteni, majd az anyagot el kellett robbantani. Mivel a Central Pacific sietett, pazarlóan használták a lőport, hogy átrobbantsák magukat a hegyeken. Az egyetlen hátrányt az jelentette, amikor egy közeli völgyet kellett feltölteni, hogy átjussanak rajta. A robbanásos technika gyakran a potenciális töltésanyag nagy részét a hegyoldalba robbantotta, így az nem állt rendelkezésre töltésre. Kezdetben sok völgyet gyorsan megépíthető "ideiglenes" fahíddal hidaltak át, amelyeket később sokkal kisebb karbantartást igénylő, állandó szilárd töltés váltott fel. A meglévő vasút sokkal egyszerűbbé tette az anyag szállítását és völgyekbe helyezését - vasúti dozátoros kocsikra rakodni, oda vontatni, ahová szükséges, és az állványzat oldalára lerakni.

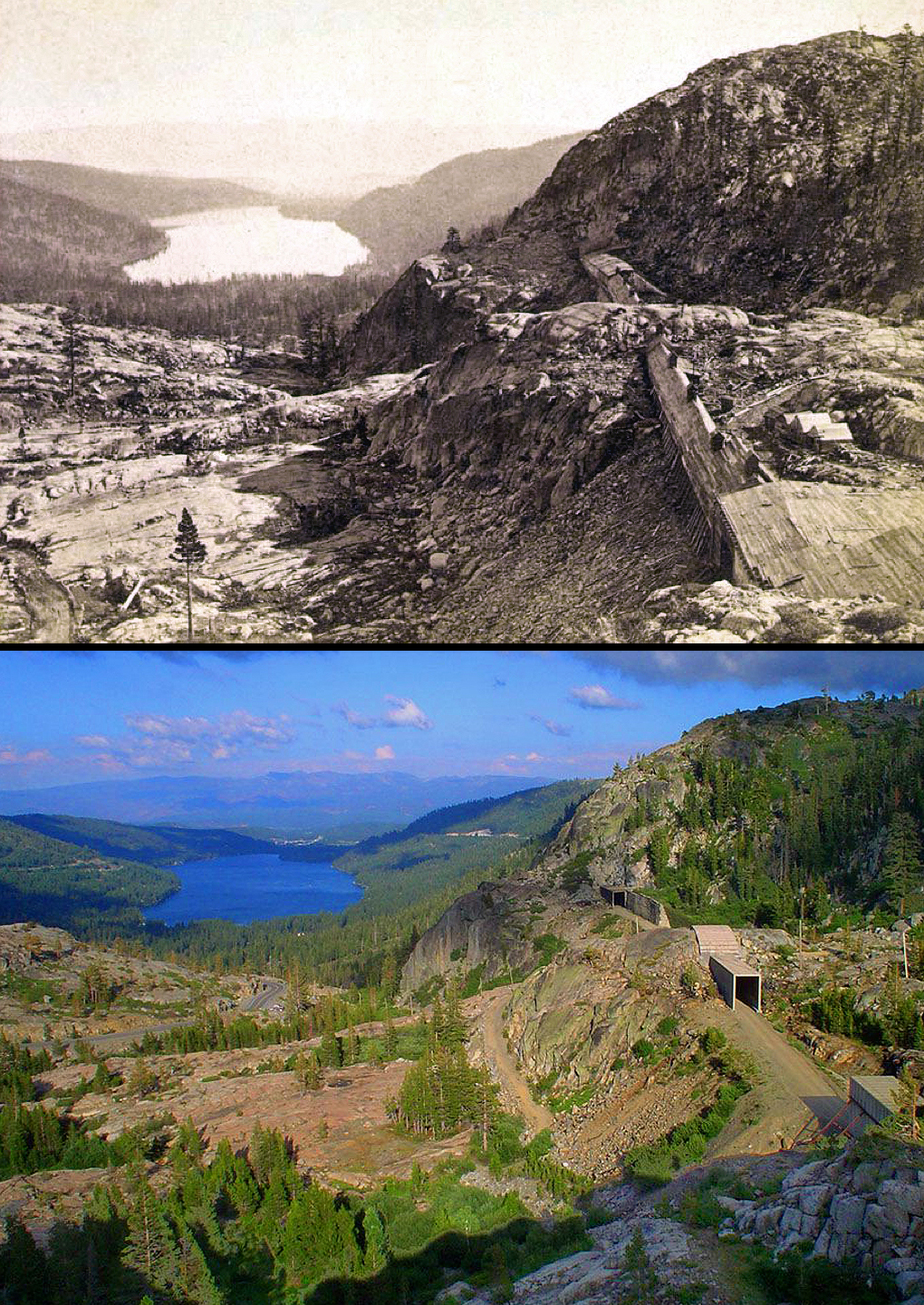
A Donner Summit alagút a Donner Summitnál, West Portal (Összetett kép az 1993-ban eltávolított sínekkel, digitálisan helyreállítva)

A keleti Sierrákon lefelé vezető útvonal a Donner-tó déli oldalán, a hegybe vájt kanyarodó ívek sorozatával történt. A Tahoe-tavat lecsapoló Truckee folyó már megtalálta és felkutatta a legjobb útvonalat a Sierrától keletre fekvő Carson-hegységen keresztül. A Truckee folyó zord kanyonján lefelé vezető útvonal, beleértve a szükséges hidakat is, a fő csúcstalálkozó alagútjának elkészülte előtt készült el. A Truckee folyó kanyonján átvezető vasútvonal építésének felgyorsítása érdekében a Central Pacific két kis mozdonyt, vasúti kocsikat, síneket és egyéb anyagokat vontatott szekereken és szánokon a mai Truckee-ba, és 1867-68 telén a Truckee-kanyonon át vezető úton dolgozott, megelőzve a Truckee-ba vezető vágányok elkészültét. A Truckee-kanyonban öt Howe rendszerű rácsos gerendahidat kellett építeni. Ez előnyt jelentett számukra a Nevadán átvezető "könnyű" mérföldek eléréséhez.
Annak érdekében, hogy télen is nyitva tartsák a Sierra magasabb szakaszait, Blue Cañon és Truckee között 60 km (37 mérföld) hosszú, fából készült hótorlaszokat építettek, emellett mozdonyok által tolt hókotrókat és kézi lapátolást is alkalmaztak. A hatékonyabb olajtüzelésű gőz- és később dízelüzemű elektromos energia megjelenésével, amely a hókotrókat, a hószórókat, a szórókat és a forgó hókotrókat hajtotta, a legtöbb fából készült hótolót már régen elavultként eltávolították. Az 1860-as évekbeli eredeti alagutak közül az 1-5. és a 13. alagút a Sierra pálya 1. vágányán ma is használatban van, míg később további új alagutakat építettek, amikor a pálya a huszadik század első negyedében kétvágányúvá vált. 1993-ban a Southern Pacific Railroad (amely a CPRR által épített Oakland-Ogden vonalat üzemeltette a Union Pacific társasággal való 1996-os egyesüléséig) bezárta és felszedte az 1. vágány 6,7 mérföldes (10,8 km) szakaszát a csúcson, amely a Norden komplexum (26. sz. fészer, 192. MP. 1)[77] és a 47. sz. fészerben (MP 198,8)[78] lévő fedett átjárók között, mintegy egy mérföldre keletre a régi ederi felüljárótól, megkerülve és elhagyva a 6-8. sz. alagútkomplexumot, a beton hótárolókat közvetlenül utánuk, valamint a 9-12. sz. alagutakat, amelyek a 195. sz. MP-nél végződtek. Azóta minden keleti és nyugati irányú forgalmat a Donner Pass-tól mintegy 1,6 km-re délre a csúcsot átszelő 2-es vágányon keresztül bonyolítják le a Donner Pass-tól mintegy 1,6 km-re délre, a Soda Springs és Eder között a Júda-hegy alatt futó 41-es alagúton ("The Big Hole") keresztül, amelyet 1925-ben nyitottak meg, amikor a csúcsszakasz kétvágányúvá vált. Ezt az útvonalváltoztatást azért hajtották végre, mert a 2-es vágány és a 41-es alagút csúcstalálkozású átkelőt sokkal könnyebb és kevésbé költséges fenntartani és nyitva tartani a zord Sierra-i teleken.
1868. június 18-án a Central Pacific elérte Renót, miután a kaliforniai Sacramentóból 132 mérföld (212 km) hosszú vasútvonalat épített fel és át a Sierrákon. Ekkorra a vasutat már előre megépítették a Truckee folyón lefelé a sokkal laposabb terepen Renótól a nevadai Wadsworthig, ahol utoljára hidat vertek a Truckee fölött. Onnan negyven mérföldes sivatagon keresztül küzdötték át magukat a Humboldt folyó végéig, Humboldt Sinkig. A Humboldt folyó végétől kelet felé folytatták útjukat a Humboldt folyót szegélyező Great Basin sivatagon át a nevadai Wellsbe. Az egyik legnehezebb probléma, amelyet ezen az útvonalon a Humboldt mentén találtak, a Palisade Canyonnál (Carlin közelében) volt, ahol 12 mérföldön (19 km) át a vonalat a folyó és a bazalt sziklák között kellett kiépíteni. A nevadai Wells és a Promontory Summit között a vasút elhagyta a Humboldtot, és a nevadai és utahi sivatagon keresztül haladt. A gőzmozdonyok vízellátását kutakból, forrásokból vagy a közeli vízforrásokhoz vezető csővezetékekből biztosították. A vizet gyakran szélmalmokkal szivattyúzták a víztartályokba. A korai gőzmozdonyokkal közlekedő vonatoknak fűtőanyag- és víz akár 10 mérföldenként (16 km) is szükségesek voltak. Egy emlékezetes alkalommal, nem messze Promontorytól, a Central Pacific legénysége egy sereg munkást és öt vonatnyi építőanyagot szervezett, és egy nap alatt 10 mérföld (16 km) vágányt fektetett le az előkészített sínágyon - ez a rekord még ma is áll. A Central Pacific és a Union Pacific versenyt futott, hogy minél több vágányt fektessenek le, és a Central Pacific mintegy 560 mérföld (900 km) vágányt fektetett le Renótól a Promontory-csúcsig egy év alatt, mielőtt az utolsó sínszeget 1869. május 10-én beütötték.
A Central Pacific 1869 májusára 1694 tehervagon állt rendelkezésre, és még több volt építés alatt a sacramentói pályaudvaron. A Central Pacific gördülőállományának nagyobb javításait és karbantartását a sacramentói karbantartó telepen végezték. 1869 végéhez közeledve a Central Pacific 162 mozdonnyal rendelkezett, amelyek közül kettő két hajtókerékkel, 110 négy hajtókerékkel és 50 hat hajtókerékkel rendelkezett. A gőzmozdonyokat a keleti államokban vásárolták és tengeren szállították Kaliforniába. További harminchat mozdony épült és érkezett nyugatra, további huszonnyolc pedig építés alatt állt. A személykocsikból hiány volt, és továbbiakat kellett rendelni. Az első Central Pacific hálókocsi, a "Silver Palace hálókocsi" 1868. június 8-án érkezett Sacramentóba.
A CPRR útvonala áthaladt a kaliforniai Newcastle és Truckee, a nevadai Reno, Wadsworth, Winnemucca, Battle Mountain, Elko és Wells városokon (sok fűtőanyag- és vízmegállóval), mielőtt a Utah állambeli Promontory Summitnál csatlakozott volna a Union Pacific vonalához. Amikor a CPRR keleti végét 1870-ben a Union Pacific vasútvonal Promontoryból történő megvásárlásával mintegy 2,8 millió dollárért Ogdenig meghosszabbították, ez véget vetett Promontory rövid virágzó városának, mintegy 60 mérfölddel (97 km) meghosszabbította a Central Pacific vágányait, és Ogden a transzkontinentális vasút egyik fő végállomásává vált, mivel az utasok és a teheráruk itt váltottak vasutat.
A vasútállomás Promontory Summitnál (Utah Terület) való találkozását követően, 1869. szeptember 8-án elkészült a San Joaquin folyó hídja a Mossdale Crossingnál (a mai Lathrop közelében, Kaliforniában). Ennek eredményeként az útvonal nyugati része Sacramentótól a kaliforniai Alamedában lévő Alameda terminálig, majd nem sokkal később a kaliforniai Oakland Pointban lévő Oakland Long Wharfig, majd tovább a kaliforniai San Joséig terjedt. A vasúti kompok néhány vasúti kocsit az oaklandi rakpartokról és vágányokról a San Franciscó-i rakpartokra és vágányokra szállítottak. Mielőtt a CPRR elkészült volna, a fejlesztők már építettek más betétvasutakat, például a Virginia and Truckee Railroadot a nevadai Virginia Cityben lévő Comstock Lode-ásatásokra, valamint számos különböző hosszabbítást Kaliforniában és Nevadában, hogy más ottani városokat is elérjenek. A fő rakományuk közé tartozott a több ezer hordó (egyenként 3,6 m3) tűzifa, amelyre a Comstock Lode városokban lévő számos gőzgéphez és szivattyúhoz, főző- és fűtőkályhához stb. volt szükség, valamint a bányászoknak szükséges több tonna jég, amikor egyre mélyebbre hatoltak a "forró" Comstock Lode érctelepen. A bányákban a hőmérséklet a munkaterületen akár 49 °C (120 °F) fölé is emelkedhetett, és egy bányász gyakran több mint 45 kg (100 font) jeget használt el műszakonként. Ez az új vasútvonal Reno közelében csatlakozott a Central Pacific vasútvonalhoz, és Carson Cityn, Nevada új fővárosán keresztül haladt[82].
Miután a transzkontinentális vasút elkészült, sok más vasútvonal is épült, hogy más népességközpontokhoz csatlakozzanak Utah, Wyoming, Kansas, Colorado, Oregon, Washington területén stb. 1869-ben a Kansas Pacific Railway elkezdte építeni a Hannibal-hidat, egy lengőhidat a Missouri folyón Kansas City, Missouri és Kansas City, Kansas között, amely összekötötte a Missouri két oldalán lévő vasutakat, miközben továbbra is lehetővé tette a lapátkerekes gőzhajók áthaladását a folyón. Elkészülte után ez egy újabb jelentős kelet-nyugati vasútvonal lett. A Kansas Pacific vasútvonal Denverig történő befejezésének felgyorsítása érdekében 1870 márciusában Denvertől keletre kezdték meg az építkezést, hogy találkozzon a Kansas Cityből nyugatra érkező vasútvonallal. A két csapat 1870. augusztus 15-én találkozott a Comanche Crossing nevű ponton, Kansas Territoryban. Denver most már szilárdan azon a pályán volt, hogy Colorado legnagyobb városává és jövőbeli fővárosává váljon. A Kansas Pacific Railroad 1870-ben kapcsolódott össze a Denver Pacific Railwayvel Denveren keresztül Cheyenne-ig.
Az eredeti transzkontinentális vasútvonal nem haladt át az úgynevezett Nagy Amerikai Sivatag két legnagyobb városán - a coloradói Denveren és a Utah állambeli Salt Lake Cityn. Hamarosan megépültek a mellékvonalak, hogy ezt a két várost és más városokat és államokat is kiszolgáljanak az útvonal mentén.
A mai Interstate 80 nagyjából követi a vasútvonal útvonalát Sacramentótól a mai Kalifornián, Nevadán, Wyomingon és Nebraskán keresztül, néhány kivételtől eltekintve. A legjelentősebb, hogy a két útvonal különbözik a nevadai Wells és a Utah állambeli Echo között. Ezen a területen az autópálya a Nagy-sóstó déli partja mentén halad, áthalad Salt Lake Cityn, és Parley's Summitnál éri el a Wasatch-hegység csúcsát. A vasútvonal eredetileg az északi part mentén, majd később a Lucin Cutofftal közvetlenül a Nagy Sós-tó közepén vezetett, Salt Lake City helyett Ogden városán áthaladva. A vasútvonal a Weber Canyonon keresztül egy sokkal enyhébb emelkedőn keresztül halad át a Wasatch-hegységen. A többi kitérő többsége olyan hegyvidéki területeken található, ahol az államközi autópályák akár hat százalékos emelkedést is lehetővé tesznek, ami lehetővé teszi, hogy sok olyan helyen végigmenjenek, amelyeket a vasútnak meg kellett kerülnie, mivel az volt a céljuk, hogy az emelkedéseket két százalék alatt tartsák.

## Építés

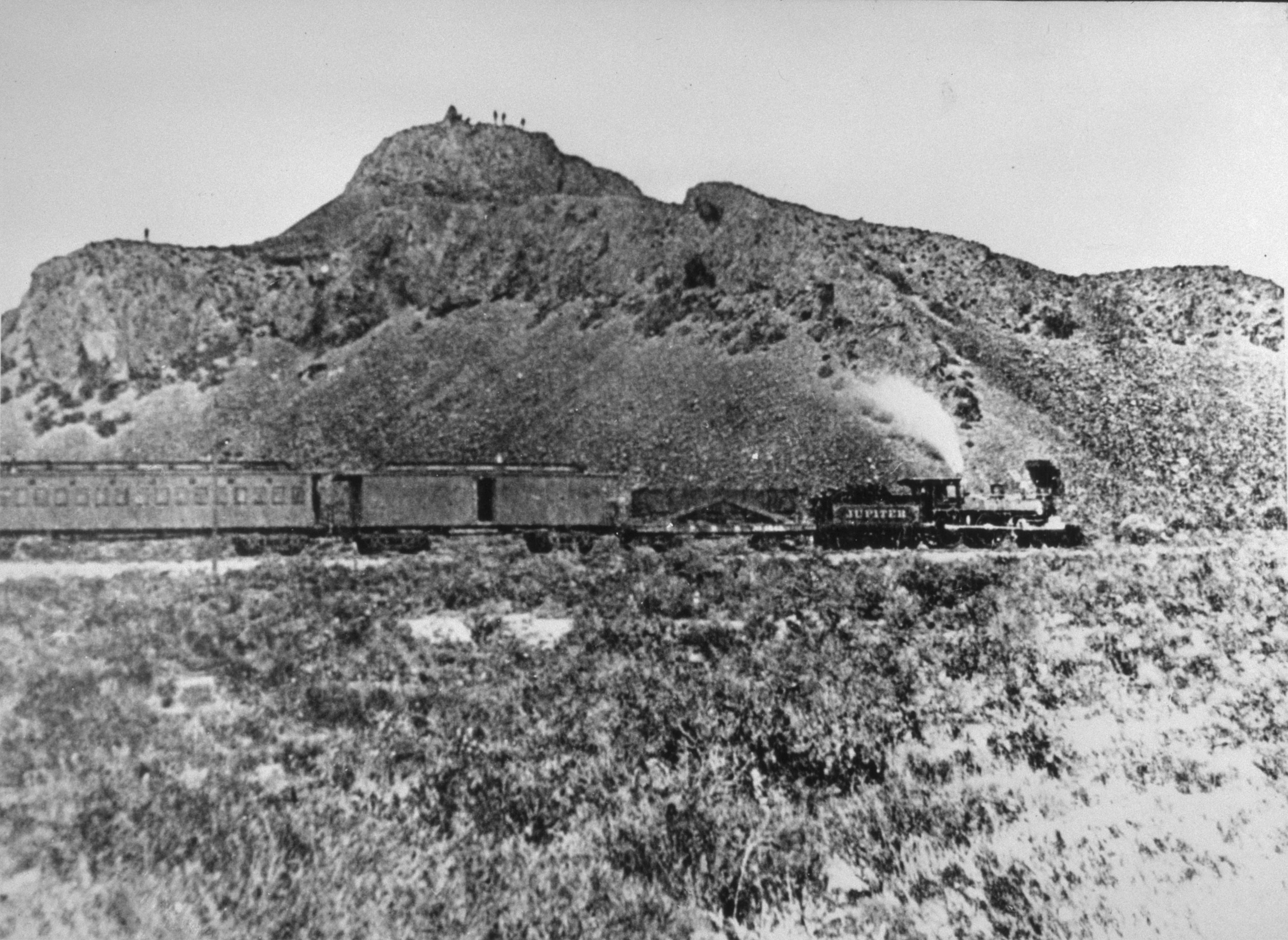
A Jupiter nevű gőzmozdony, amely Leland Stanfordot (a Central Pacific Railroad "Big Four" tulajdonosainak egyikét) és más vasúti tisztviselőket szállított az utolsó sínszeg ünnepségére

A vasút megépítéséhez szükséges tőkebefektetés nagy részét a kormány által garantált kötvények eladásával teremtették elő (az elkészült pálya mérföldenként nyújtottak) az érdeklődő befektetőknek. Az útjog szövetségi adományozása pénzt és időt takarított meg, mivel azt nem kellett másoktól megvásárolni. A pénzügyi ösztönzők és a kötvények remélhetőleg fedezték a vasút megépítéséhez szükséges kezdeti tőkebefektetés nagy részét. A kötvényeket a kormány által adományozott földterület eladásából, valamint a várható utas- és áruszállítási bevételekből fizették volna vissza. A mérnökök és földmérők többsége, akik kitalálták, hogyan és hol építsék meg a Union Pacific vasútvonalat, mérnöki főiskolai végzettséggel rendelkezett. A Union Pacific mérnökei és földmérői közül sokan az Unió hadseregének veteránjai voltak (köztük két tábornok), akik az amerikai polgárháború alatt tanulták ki a vasúti szakmát, hogy a vonatok közlekedését és a pályák karbantartását biztosítsák. A finanszírozás biztosítása és a mérnöki csapat kiválasztása után a következő lépés a kulcsszemélyzet és a leendő felügyelők felvétele volt. Majdnem minden kulcsembert és felügyelőt azért vettek fel, mert korábban vasúti munkahelyi képzésben részesültek, tudták, hogy mit kell elvégezni, és hogyan kell irányítani a munkásokat, hogy elvégezzék azt. A kulcsszemélyzet felvétele után a félig képzett munkaköröket lehetett betölteni, ha volt szabad munkaerő. A mérnöki csoport fő feladata az volt, hogy megmondja a munkásoknak, hová menjenek, mit és hogyan kell csinálniuk, és hogy biztosítsa a munkához szükséges építőanyagokat.
A földmérési csoportokat azzal bízták meg, hogy készítsenek részletes kontúrtérképeket a különböző útvonalak lehetőségeiről. A mérnöki csapat megnézte a rendelkezésre álló felméréseket, és kiválasztotta a "legjobb" útvonalat. A mérnökök irányítása alatt álló felmérőcsapatok szorosan irányították a munkáscsapatokat, és megjelölték, hogy hol és mennyivel kell majd dombokat vágni, mélyedéseket feltölteni vagy áthidalni. A koordinátorok gondoskodtak arról, hogy az építési és egyéb kellékeket akkor és ott biztosítsák, ahol és amikor szükség volt rájuk, és további kellékeket rendeltek, amint a vasútépítés felemésztette a készleteket. Speciális hídépítő, robbantási és alagútépítő csapatokat rendeltek ki a speciális feladatokra. Egyes munkák, mint például a robbantási munkák, az alagútépítés, a hídépítés, a nehéz vágások vagy a töltések közismerten hosszabb időt vesznek igénybe, mint mások, ezért a speciális csapatokat kocsisorokkal küldték előre az ellátmánnyal és az emberekkel, hogy ezeket a munkákat a rendes pályaépítő csapatok megérkezéséig elvégezzék. A pénzügyőrök gondoskodtak arról, hogy az ellátmányt kiadják, az embereket pedig kifizessék a munkájukért. Egy seregnyi embert kellett koordinálni, és egy végtelennek tűnő ellátási láncot kellett biztosítani. A Central Pacific útépítő legénysége pályafektetési rekordot állított fel azzal, hogy egyetlen nap alatt 16 kilométernyi vágányt fektetett le, és az eseménynek egy, a pálya mellett elhelyezett táblával állítottak emléket, amelyet az áthaladó vonatok láthattak.
A pályafektető személyzet mellett más személyzetek is elfoglaltak az állomások felállításával, ahol üzemanyagot, vizet, gyakran postát, utasokat és árut is fel lehetett rakodni. Ezeknek az állomásoknak a működtetéséhez személyzetet kellett felvenni. Karbantartó raktárakat kellett építeni, hogy az összes berendezést javítva és működőképesen tartsák. Távírókezelőket kellett felvenni, hogy minden állomáson nyomon kövessék, hol tartózkodnak a vonatok, hogy a vonatok a rendelkezésre álló egyetlen vágányon minden irányban zavartalanul és balesetmentesen közlekedhessenek. A vonatok áthaladásához kitérőket kellett építeni. Gőzmozdonyok üzemeltetéséhez szükséges szén vagy fa tárolására és folyamatos fizetésére kellett gondoskodni. Víztornyokat kellett építeni a mozdonyok víztartályainak újratöltéséhez, és gondoskodni kellett a tartályok feltöltéséről.

### Munkaerő
A Nebraska és Wyoming területén áthaladó Union Pacific pálya nagy részét az uniós és a konföderációs hadsereg veteránjai, valamint számos újonnan bevándorolt ember építette. Brigham Young, a mormon egyház elnöke olyan szerződéseket kötött a Union Pacific társasággal, amelyek az egyház mintegy 2000 tagjának kínáltak munkát, abban a reményben, hogy a vasút támogatja majd a kereskedelmet Utahban. Az egyháztagok építették a Utah államon keresztül vezető vasút nagy részét. Durant építési felügyelő többször elmulasztotta kifizetni a megállapodott béreket. A Union Pacific vonatát, amely az utolsó sínszeg beverésének az ünnepségére vitte, a Wyoming állambeli Piedmontban a fizetetlen munkások sztrájkja tartotta fel, amíg ki nem fizette nekik a munkájukat. Brigham Young képviselői kevesebb sikerrel jártak, és bírósági úton nem tudták rákényszeríteni a szerződés betartására.

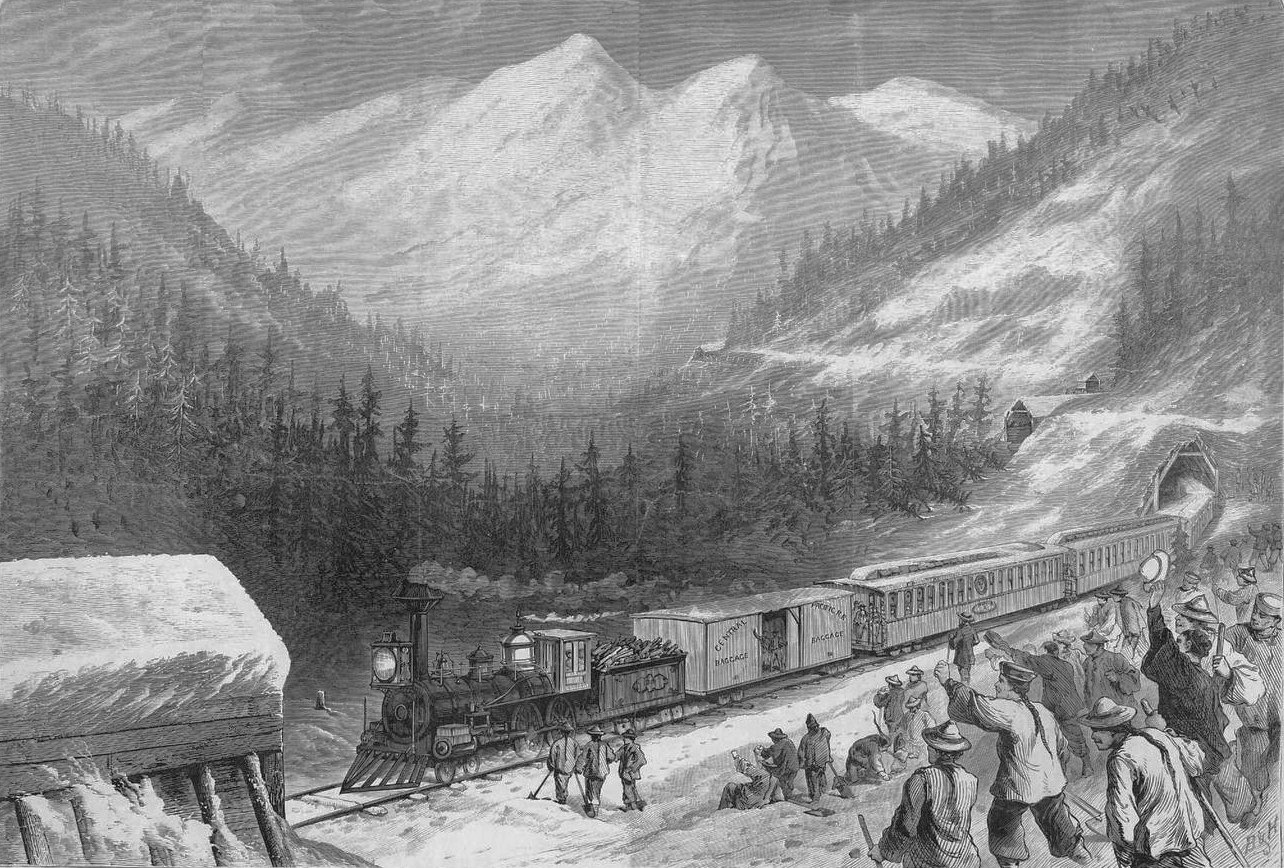
Kínai vasúti munkások üdvözlik a vonatot egy havas napon.

A Central Pacific útalapjának, hídjainak és alagútjainak építéséhez szükséges kézi munkát elsősorban sok ezer Kínából kivándorolt munkás végezte nem kínai szakképzett felügyelők irányításával. A kínaiakat akkoriban általában „mennyeieknek”, Kínát pedig „mennyei királyságnak” nevezték. Az akkori munkakönnyítő eszközök elsősorban talicskákból, ló vagy öszvér által húzott kocsikból és néhány vasúti teherkocsiból álltak. Az építési munkálatok hatalmas mennyiségű kézimunkával jártak. A Central Pacific kezdetben nehezen tudott szakképzetlen munkásokat felvenni és megtartani a vonalán, mivel sokan elmentek, mert máshol sokkal jövedelmezőbb arany- vagy ezüstbányászati lehetőségeket kaptak. Annak ellenére, hogy Charles Crocker, a „nagy négyek” egyike és a fővállalkozó aggályait fejezte ki, miszerint a kínaiak túlságosan alacsony termetűek és nem rendelkeztek korábbi tapasztalattal a vasúti munkában, úgy döntöttek, hogy mégis kipróbálják őket. A néhány munkással folytatott első néhány napos, érezhetően pozitív eredményeket hozó próba után Crocker úgy döntött, hogy minél többet alkalmaz, elsősorban a kaliforniai munkaerőt keresve, ahol a kínaiak többsége önálló aranybányászként vagy a szolgáltatóiparban (pl.: mosodák és konyhák) dolgozott. E kínai munkások többségét egy kínai „főnök” képviselte, aki tolmácsolt, kiadta a beosztottak a fizetését, fegyelmet tartott, és továbbította az utasításokat egy amerikai általános felügyelőtől. A legtöbb kínai munkás csak kezdetlegesen vagy egyáltalán nem beszélt angolul, és a felügyelők általában csak kezdetlegesen tanultak kínaiul. Sokkal több munkást importáltak Kína Kuangtung tartományából, amely abban az időben a nagy szegénység mellett a Tajping-felkelés erőszakos cselekményeitől is szenvedett. A legtöbb kínai munkás azt tervezte, hogy a munka befejeztével visszatér az újonnan szerzett „vagyonával”. A legtöbb férfi napi egy és három dollár közötti összeget kapott, ugyanannyit, mint a képzetlen fehér munkások; de a közvetlenül Kínából importált munkások néha kevesebbet kaptak. Egy szorgalmas munkás havonta több mint 20 dollárt takaríthatott meg, miután kifizette az étkezést és a szállást - kínai mércével mérve ez egy "vagyon". A munkásokról 1865 végén készített pillanatfelvétel szerint körülbelül 3000 kínai és 1700 fehér munkás dolgozott a vasútnál. A fehér munkások szinte mindegyike felügyelői vagy szakmunkás állásban dolgozott, és több pénzt kerestek, mint a kínaiak.
A Central Pacific korai munkálatainak nagy része a vasúti pálya ágyazatának megépítéséből, a hegyeken keresztül vagy azok körül történő vágásból és/vagy robbantásból, a vízmosások feltöltéséből, hidak vagy támfalak építéséből, alagutak ásásából és robbantásából, majd a síneknek a Sierra Nevada hegyei fölé történő fektetéséből állt. Amint a Central Pacific elhagyta a Sierra-hegységet és a Carson Range-et, a fejlődés jelentősen felgyorsult, mivel a vasúti pályát szinte sík terepen lehetett megépíteni. Akkoriban a Central Pacific egyszer egy nap alatt egy 10 mérföld (16 km) hosszúságú pályaszakaszt épített meg „bemutató jelleggel”, hogy mit tudnak sík terepen, mint a Union Pacific nagy része Wyomingban és Nebraskában.
A pályafektetést különböző részekre osztották. A vágányfektetés előtt a mérnökökkel konzultáló földmérők határozták meg, hogy merre menjen a vágány. A munkások ezután megépítették és előkészítették az útalapot, dombokat ástak vagy robbantottak, vízmosásokat töltöttek fel, patakokon vagy völgyeken átívelő gerendákat, hidakat vagy átereszeket építettek, szükség esetén alagutakat készítettek, és lefektették a keresztaljakat. A tényleges vágányfektető brigád ezután síneket fektetett az útalapon elhelyezett, előzőleg lefektetett keresztaljakra, beverte a sínszegeket, és minden egyes sínhez hozzácsavarozta a sínlemezrudakat. Ezzel egy időben egy másik csapat a távírópóznákat és a vezetékeket osztotta szét a pálya mentén, miközben a szakácsok vacsorát készítettek, az írnokok pedig a könyveléssel, nyilvántartásokkal foglalkoztak, és a távíróvonalon keresztül továbbították a további anyagokra és készletekre vonatkozó kéréseket, illetve kommunikáltak a felügyelőkkel. A munkások általában a munkaterületük közelében épített táborokban laktak. A készleteket a mérnökök rendelték meg, és vasúton szállították, esetleg aztán kocsikra rakodták, ha a már elkészült vasútvonal után volt rájuk szükség. A táborokat akkor helyezték át, amikor a vasútállomás jelentős távolságot tett meg. Később, amikor a vasút elkezdett néhány naponként nagy távolságokat megtenni, egyes vasúti kocsikba emeletes házakat építettek, amelyek a munkásokkal együtt mozogtak - a Union Pacific 1866 óta alkalmazta ezt a technikát. Szinte minden útalapmunkát kézzel kellett elvégezni, lapátokat, csákányokat, fejszéket, kétkerekű dömpereket, talicskákat, köteleket, kaparókat stb. használva, a robbantáshoz kezdetben csak lőpor állt rendelkezésre. Az öszvérek és a lovak által húzott szekerek voltak az egyetlen elérhető munkaerő-megtakarító eszközök. A faanyagot és a faaljakat általában független vállalkozók biztosították, akik szükség szerint vágták, szállították és fűrészelték a fát.

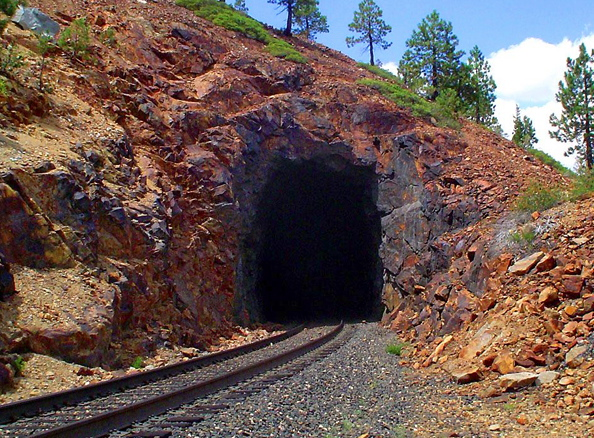
A CPRR 3-as alagút a kaliforniai Cisco közelében (MP 180,1) 1866-ban nyílt meg, és ma is napi használatban van

Az alagutakat a kemény sziklán keresztül robbantották, a sziklafalba kézzel fúrt lyukakkal, amelyeket aztán lőporral töltöttek meg. Néha repedéseket is találtak, amelyeket puskaporral töltöttek meg, majd szétrobbantották. A meglazult kőzetet összegyűjtötték és kihordták az alagútból, hogy azt feltöltésként vagy útalapként használják fel, vagy pedig hulladékként az oldalára dobták. Az alagút falán körülbelül egy lábnyi előrehaladás volt egy tipikus napi munka. Néhány alagút befejezése majdnem egy évig tartott, a leghosszabbnak számító Summit-alagút pedig majdnem két évig tartott. A Sierrában végzett munka utolsó napjaiban vezették be a nemrég feltalált nitroglicerin robbanóanyagot, amelyet az utolsó alagutakban, köztük a Summit-alagútban is használtak.
Az építkezéshez szükséges összes anyagot ellátó vonatok szállították a vasúti fejállomásig, az öszvér- vagy lóvontatású kocsik pedig szükség esetén a további utakat is megtették. A keresztaljakat jellemzően ló- vagy öszvérvontatású kocsikból rakodták ki, majd a vágányok töltésére helyezték és kiegyenlítették, hogy készen álljanak a sínek fektetésére. A síneket, amelyek a legnagyobb súlyúak voltak, gyakran csak ledobták a kocsikról, és a sín mindkét oldalán lévő munkások vitték oda, ahol szükség volt rájuk. A közvetlenül a vasúti kocsi előtt lévő síneket helyezték el először, a megfelelő nyomtávot mérőpálcákkal megmérték, majd sínszegekkel leszögezték a faaljakra a síneket. A sínek végeit összekötő sínhevedereket felcsavarozták, majd a kocsit kézzel a sín végéhez tolták, és a sínszerelést megismételték.
A vágányok közé ballasztanyagot helyeztek, ahogy haladtak előre. Ahol már elkészült a megfelelő sínágyazat, ott a munka gyorsan haladt. Az állandóan szükséges ellátmányok közé tartozott az "élelmiszer, az ivóvíz, a faaljak, a sínek, a sínszegek, a hevederek, csavaranyák és csavarok, sínballaszt, távírópóznák, vezeték, tűzifa (vagy szén a Union Pacific-vonalán) és víz a gőzmozdonyok számára stb." Miután egy pőrekocsit lerakodtak, általában egy kis mozdonyhoz kapcsolták és visszahúzták egy mellékvágányra, hogy egy másik sínekkel stb. megrakott pőrekocsit tovább lehessen vinni a vasúti pálya végéhez. Mivel a vasúti kocsik mozgatása a sík terepen, ahol a kocsiszállítás könnyebb volt, sok időt vett igénybe, a vasúti kocsikat gőzmozdonnyal vitték a vonal végére, kirakták, és a pőrekocsit azonnal visszavitték egy mellékvágányra egy másik megrakott, akár ballasztot, akár síneket tartalmazó kocsiért. Gyakran telepítettek ideiglenes kitérőket, ahol ez könnyen megvalósítható volt, hogy felgyorsítsák a szükséges készletek eljuttatását a vasútvonal végére.
A vasúti síneket, a sínszegeket, a távíróhuzalt, a mozdonyokat, a vasúti kocsikat, az ellátmányt stb. keletről hozták be vitorlás hajókon, amelyek a mintegy 18 000 mérföldes (29 000 km) és körülbelül 200 napos út során megkerülték a Horn-fokot. A rakomány egy részét klipperekkel szállították, amelyek körülbelül 120 nap alatt tudták megtenni az utat. Néhány utast és kiemelt fontosságú árut az újonnan (1855-ben) elkészült, a Panama-földszorost átszelő panamai vasúton szállítottak. A Panamába és vissza közlekedő lapátkerekes gőzhajókkal ezt a rövidebb utat mindössze 40 nap alatt lehetett megtenni. A szállítmányokat általában a kaliforniai Sacramento dokkjaiban rakodták ki, ahonnan a vasútvonal indult.

### Central Pacific építés
1863. január 8-án Leland Stanford kormányzó ünnepélyesen megtette a kaliforniai Sacramentóban az alapkőletételt a Central Pacific Railroad építésének megkezdéséhez. A Sacramento völgye mentén elért kezdeti nagyszerű előrehaladás után az építkezést lelassította először a Sierra Nevada lábai, majd maga a hegyekbe vájt vasúti pálya. Ahogy haladtak feljebb a hegyekben, a téli hóviharok és a megbízható munkaerő hiánya súlyosbította a problémákat. 1865. január 7-én a Sacramento Unionban 5000 munkást kereső hirdetést adtak fel. 1865. január 7-én, miután egy kínai munkásokból álló próbacsapatot alkalmaztak és úgy találták, hogy sikeresen dolgoznak, a Central Pacific kiterjesztette erőfeszítéseit, hogy több emigráns munkást – többnyire kínaiakat – alkalmazzon. A Kína szegénység sújtotta vidékeiről érkező kivándorlók, akik közül sokan szenvedtek a Tajping-felkelés harcai miatt, úgy tűnt, hogy hajlandóbbak voltak elviselni a vasútépítés élet- és munkakörülményeit, és a vasútépítés tovább haladt. A hegyekben haladó alagútépítés növekvő szükségessége aztán ismét lassítani kezdte a vasútvonal előrehaladását.

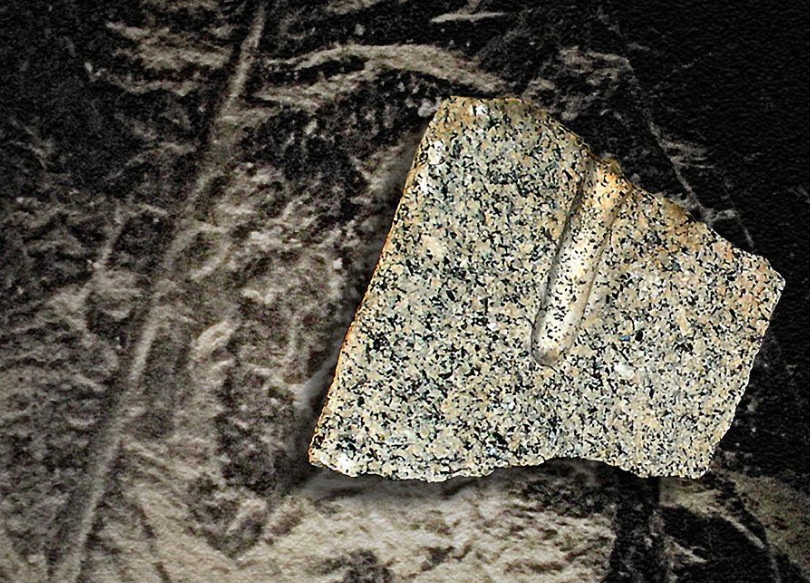
Példa a kézzel fúrt gránitra a 6. alagútból, a „Csúcsalagútból”

Az építkezés első lépése az útvonal felmérése és azoknak a helyeknek a meghatározása volt, ahol nagy ásásokra, alagutakra és hidakra lesz szükség. A munkások ezután már azelőtt megkezdhették a munkát, hogy a vasút elérte volna ezeket a helyeket. Az ellátmányt és a munkásokat szekércsapatokkal szállították fel a munkaterületekre, és a munka több különböző szakaszon egyszerre folyt. Az alagútépítés egyik előnye, hogy télen gyakran folytathatták az alagútmunkákat, mivel a munka szinte kizárólag „bent” zajlott. Sajnos a lakóhelyiségeket kint kellett építeni, és az új készletek beszerzése nehézkes volt. A téli munkavégzés és életvitel hócsuszamlások és lavinák jelenlétében néhány halálos áldozatot követelt.
Az alagút vájásához egy munkás sziklafúrót tartott a gránitfalra, miközben egy-két másik munkás tizennyolc kilós pörölykalapácsokkal egymás után ütötte a fúrót, amely lassan haladt előre a sziklába. Amikor a lyuk már körülbelül 25 cm (10 hüvelyk) mély volt, fekete lőporral töltötték meg, gyújtózsinórt helyeztek el benne, majd biztonságos távolságból meggyújtották. A nitroglicerint, amelyet kevesebb mint két évtizeddel az első transzkontinentális vasút megépítése előtt találtak fel, viszonylag nagy mennyiségben használták fel az építkezés során. Különösen igaz volt ez a Central Pacific Railroadra, amely saját nitroglicerin-üzemmel rendelkezett, hogy biztosítsa az instabil robbanóanyag folyamatos ellátását. Ezt az üzemet kínai munkások üzemeltették, mivel ők még a legnehezebb és legveszélyesebb körülmények között is készséges munkások voltak.
A kínai munkások a Sierra Nevada-hegységen átvezető vasútvonal mentén 15 alagút építésében is döntő szerepet játszottak. Ezek körülbelül 32 láb (10 m) magasak és 16 láb (5 m) szélesek voltak. Amikor az építési sebesség növelése érdekében függőleges aknákkal ellátott alagutakat ástak, az alagútépítést az alagút közepén és mindkét végén egyszerre kezdték meg. Kezdetben kézi hajtású Derrick-darukat használtak a függőleges aknákban a laza sziklák felfelé történő eltávolításának segítésére. Ezeket a Derrick-darukat később a munka előrehaladtával felváltották a gőzdaruk. A függőleges aknák használatával az alagút négy oldalát lehetett egyszerre megmunkálni, kettőt a közepén és egyet mindkét végén. Az átlagos napi haladás egyes alagutakban mindössze 26 cm (0,85 láb) volt naponta, ami nagyon lassúnak számított,, vagy George Kraus történész szerint napi 36 cm (1,18 láb).:49 J. O. Wilder, a Central Pacific-Southern Pacific egyik alkalmazottja megjegyezte, hogy "A kínaiak olyan stabil, keményen dolgozó emberek voltak, amilyeneket csak találni lehetett. Néhány fehér kivételével a 6. számú alagút nyugati végénél a munkások teljes egészében kínaiakból álltak, fehér művezetőkkel és egy „főnök/fordítóval”. Az alagút mindkét végén általában egyetlen (gyakran ír) művezető és egy 30-40 fős kínai csapat dolgozott; közülük 12-15 ember dolgozott a fejtetőn, a többiek pedig az alagút alján, ahol a robbantott anyagot távolították el. Ha a brigád kevés volt, vagy az emberekre máshol volt szükség, az aljzaton kevesebb emberrel dolgoztak, vagy leállították a munkát, hogy a fejtést fenntartsák.":49  A munkások általában napi három, egyenként 8 órás műszakban dolgoztak, míg a művezetők két, egyenként 12 órás műszakban irányították a munkásokat. Miután kijutottak a Sierrából, az építkezés sokkal könnyebb és gyorsabb volt. James Harvey Strobridge építési felügyelő irányítása alatt a Central Pacific pályamunkásai rekordot állítottak fel azzal, hogy 1869. április 28-án egy nap alatt 10 mérföld 56 láb (16 111 m) vágányt fektettek le. Horace Hamilton Minkler, a Central Pacific pályamestere lefektette az utolsó sínt és az utolsó kötőelemet, mielőtt az utolsó sínszeget beütötték.

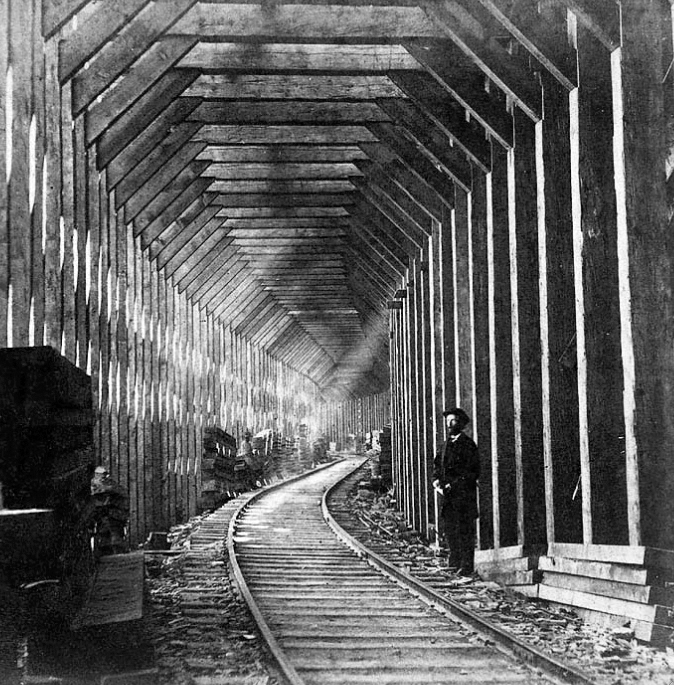
A CPRR hóalagútja építés alatt 1868-ban

Annak érdekében, hogy a CPRR Sierra-vonala a téli hónapokban is járható maradjon, 1867-től kezdődően a Blue Cañon és Truckee között 60 km hosszúságú, masszív, fából készült hótorlaszokat és galériákat építettek, amelyek a vágatokat és más lavinaveszélyes pontokat fedték le. A munkálatokhoz 2500 embert és hat anyagszállító vonatot alkalmaztak, és 1869-ben fejeződtek be. A fészereket két oldalra és meredek csúcsos tetővel építették, többnyire helyben vágott fűrészáruból és kerek rönkökből. A hóalagutak egyik oldala és a tető a hegyoldalig felfelé lejtő volt, lehetővé téve, hogy a lavinák átcsússzanak a galériákon, amelyek némelyike akár 61 m (200 láb) magasra is felnyúlt a hegyoldalon. A Donner-csúcsnál a  kínai falakhoz hasonló falazott falakat építettek a szurdokokon keresztül, hogy megakadályozzák, hogy a lavinák a sérülékeny faépítmény oldalába csapódjanak. Néhány betonpajta (főleg a kereszteződéseknél) ma is használatban van.

### Union Pacific építés

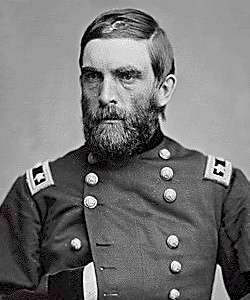
Grenville M. Dodge vezérőrnagyi egyenruhát viselve

A Union Pacific fő befektetője Thomas C. Durant volt, aki Grenville M. Dodge segítségével konföderációs gyapot csempészésével szerezte a tétpénzét. Durant olyan útvonalakat választott, amelyek előnyben részesítették azokat a helyeket, ahol földbirtokai voltak, és olyan időpontokban jelentett be összeköttetéseket más vonalakkal, amikor az a részvényügyleteinek megfelelt. Egy társát lefizette, hogy nyújtsa be az építési ajánlatot egy másik, általa irányított vállalatnak, a Crédit Mobilier-nek, manipulálva a pénzügyeket és a kormányzati támogatásokat, és újabb vagyont szerezve magának. Durant felvette Dodge-ot főmérnöknek és Jack Casementet építési főnöknek.
Keleten a nebraskai Omahában indult meg a fejlődés a Union Pacific vasútvonalon, amely kezdetben nagyon gyorsan haladt a Great Plains nyílt terepe miatt. Ez azonban megváltozott, amint a munkálatok indiánok által birtokolt területekre értek, mivel a vasútvonal megsértette az indiánok és az Egyesült Államok közötti szerződéseket. A vonal haladását követő mozgó munkatáborokban háborús csoportok kezdtek portyázni. A Union Pacific a biztonsági intézkedések fokozásával és mesterlövészek felbérlésével válaszolt, hogy megöljék az amerikai bölényeket, amelyek egyszerre jelentettek fizikai fenyegetést a vonatokra és sok síksági indián számára az elsődleges táplálékforrást. Az indián őslakosok aztán elkezdték gyilkolni a munkásokat, amikor rájöttek, hogy az úgynevezett "vasparipa" veszélyezteti a létüket. A biztonsági intézkedéseket tovább szigorították, és a vasútvonalon tovább haladtak a munkálatok.
William Tecumseh Sherman tábornok első háború utáni parancsnoksága (Mississippi katonai hadosztálya) a Mississippitől nyugatra és a Sziklás-hegységtől keletre fekvő területet fedte le, és elsődleges prioritása a vasútépítés védelme volt. 1867-ben azt írta Ulysses S. Grant tábornoknak, hogy "nem hagyjuk, hogy tolvaj, rongyos indiánok akadályozzák és megállítsák" a vasútvonalak fejlődését.
"A nyugati terepen Philip Henry Sheridan tábornok, aki átvette Sherman parancsnokságát, nagyjából úgy látott hozzá a feladathoz, mint a polgárháború alatt a Shenandoah-völgyben, amikor elrendelte a "felperzselt föld" taktikáját, amely előrevetítette Sherman tengerre menetelét."
"A bölényállomány pusztulása az indiánháborúk végét jelentette, és az indián őslakosokat rezervátumokba szorították.  1869-ben a komancsok főnöke, Tosawi állítólag azt mondta Sheridannek: „Én Tosawi. Én jó indián”, mire Sheridan állítólag azt válaszolta: „Az egyetlen jó indián, akit valaha láttam, halott volt.”  A mondatot később félreidézték, Sheridan állítólag azt mondta: „Az egyetlen jó indián a halott indián.” Sheridan tagadta, hogy valaha is mondott volna ilyet."
"A 19. század végére már csak 300 bölény maradt a vadonban. A kongresszus végül lépéseket tett, és betiltotta bármilyen madár vagy állat leölését a Yellowstone Nemzeti Parkban, ahol az egyetlen megmaradt bölénycsordát meg lehetett védeni. A természetvédők további vadvédelmi területeket hoztak létre, és a faj lassan újraéledt. Ma már több mint 200 000 bölény él Észak-Amerikában."
"Sheridan elismerte a vasút szerepét az amerikai Nyugat arculatának megváltoztatásában, és az amerikai hadsereg tábornokának 1878-as éves jelentésében elismerte, hogy az amerikai őslakosokat rezervátumokba telepítették, a vallási oktatás és az alapvető élelmiszer- és ruházati ellátmány ígéretén túl semmilyen kompenzáció nélkül - ígéretek, mint írta, amelyeket soha nem teljesítettek."
"Elvettük tőlük a hazájukat és a létfenntartási eszközeiket, szétzúztuk az életmódjukat, az életszokásaikat, betegséget és romlást vezettünk be közéjük, és ezért és ez ellen háborúztak. Várhatna valaki kevesebbet? Akkor miért csodálkozunk az indián nehézségeken?"

### Az "Utolsó sínszeg" ünnepség

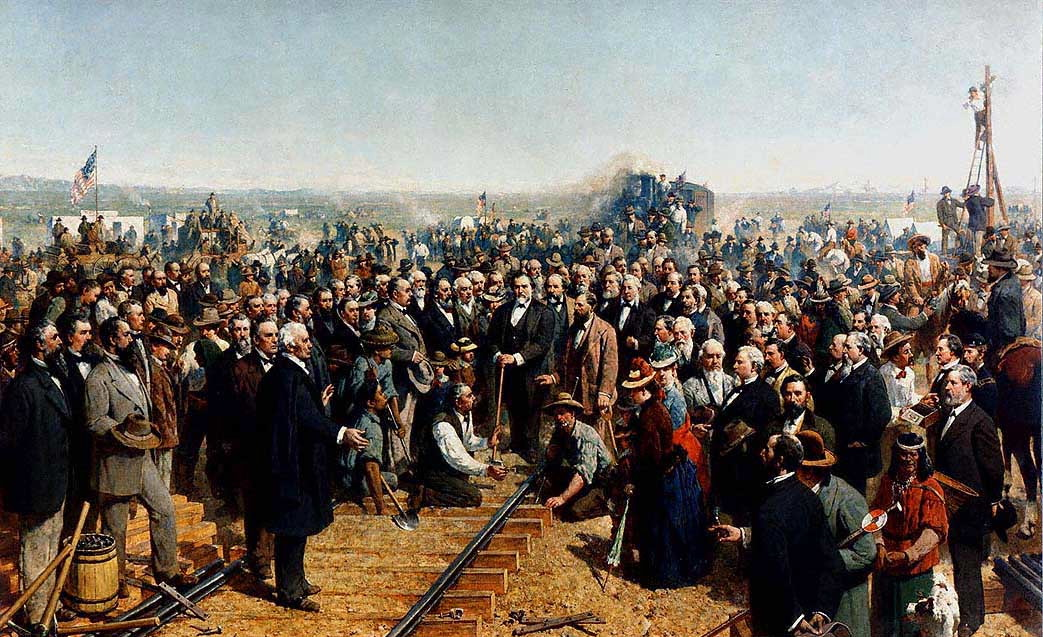
Az utolsó sínszeg, Thomas Hill festménye (1881)

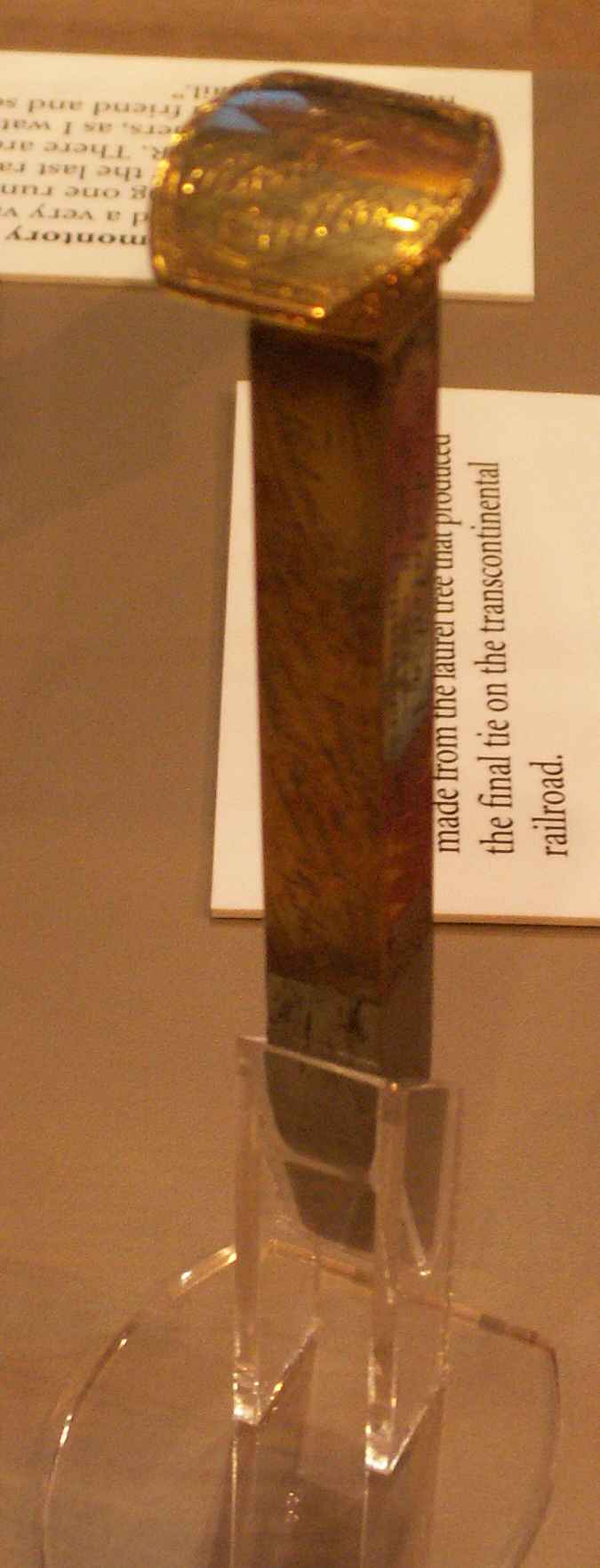
Arany sínszeg, az egyik a négy ünnepélyes sínszeg közül, amelyet a befejezéskor bevertek

Hat évvel az alapkőletétel után a nyugatról érkező Central Pacific Railroad és a keletről érkező Union Pacific Railroad munkásai találkoztak a Promontory Summitnál, Utah Territoryban. A Union Pacific nyugati oldalán az utolsó két sínt írek fektették le; a Central Pacific keleti oldalán a kínaiak fektették le az utolsó két sínt.:85
1869. május 10-én a Promontory-csúcson Leland Stanford ütötte be az utolsó sínszeget (vagy aranyszeget), amely összekötötte a transzkontinentális vasút sínpárjait. A sínszeg ma a Stanford Egyetem Cantor Művészeti Központjában van kiállítva, míg egy második "Utolsó" arany sínszeg a Sacramentóban található Kaliforniai Állami Vasúti Múzeumban is megtekinthető. A világ talán első élő tömegmédia eseménye során a kalapácsokat és a sínszeget a távíróvezetékre kapcsolták, hogy minden egyes kalapácsütés kattanásként hallható legyen a távíróállomásokon országszerte - a kalapácsütések kimaradtak, így a kattanásokat a távírókezelő küldte. Amint az ünnepélyes "utolsó szeg" helyébe egy közönséges vasszeg került, a keleti és a nyugati partra is eljutott egy üzenet, amely egyszerűen csak annyit tartalmazott: "DONE" (Elkészült). Ezután a parttól partig tartó utazás hat hónapról vagy több hónapról mindössze egy hetes vonatútra csökkent.

## Utóhatás

### Crédit Mobilier

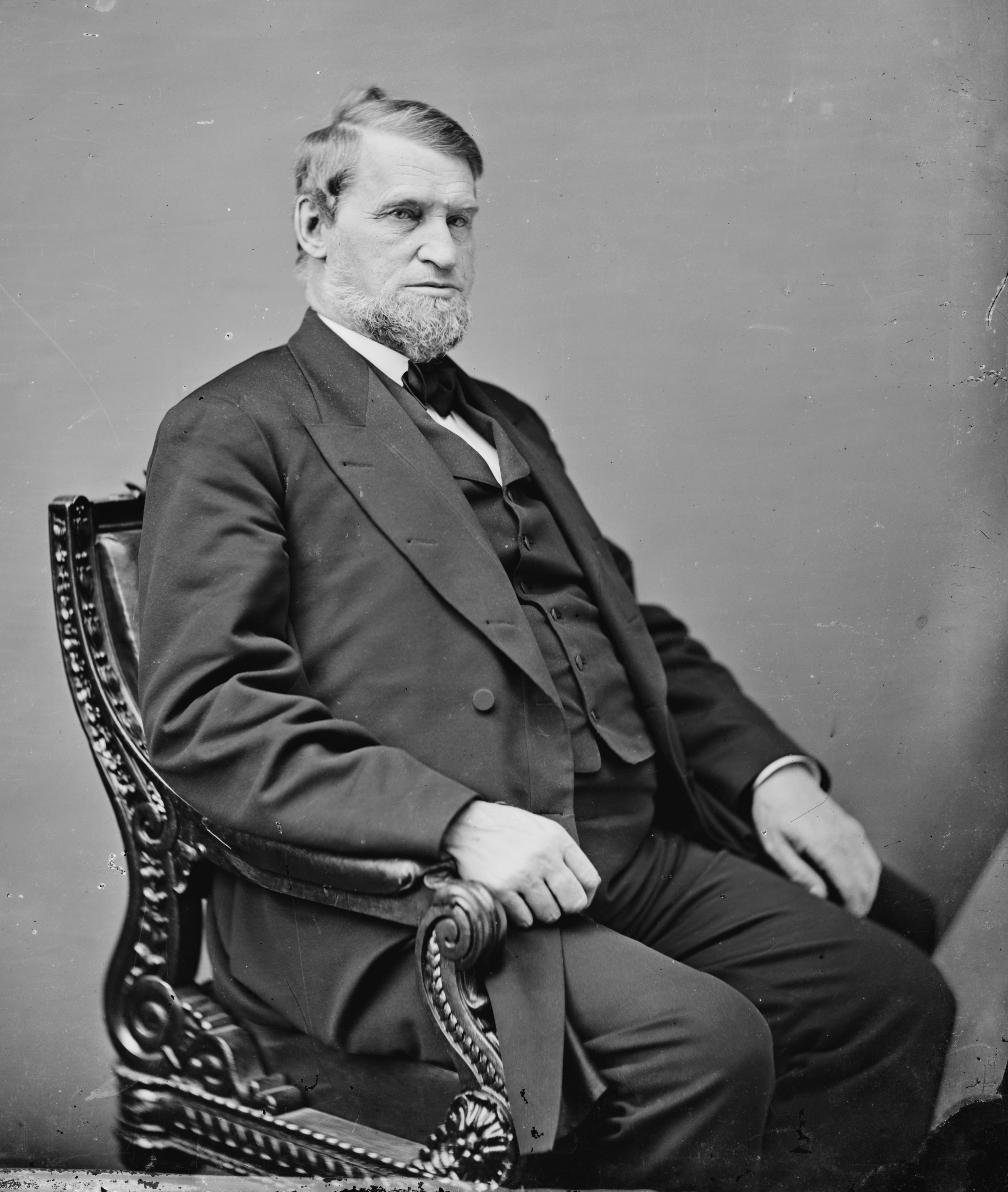
Oakes Ames

A transzkontinentális vasútvonal sikere és a milliós állami támogatások ellenére a Union Pacific kevesebb mint három évvel az utolsó sínszeg beverése után a csőddel nézett szembe, mivel részletek derültek ki a túlszámlázásokról, amelyeket a Crédit Mobilier a vasút hivatalos építéséért számlázott a Union Pacificnek. A botrány epikus méreteket öltött az 1872-es amerikai elnökválasztáson, amelyen Ulysses S. Grantet újraválasztották, és amely az aranyozott kor legnagyobb botrányává vált. Csak annak a kongresszusi képviselőnek a halála után oldódott meg, akinek a túlkapásokat kellett volna megfékeznie, ehelyett azonban hasznot húzott belőle.
Durant eredetileg azt a tervet találta ki, hogy a Crédit Mobilier alvállalkozóval végeztesse el a tényleges pályamunkákat. Durant azután szerezte meg a vállalat irányítását, hogy 10 000 dollárért kivásárolta Herbert Hoxie alkalmazottat. Durant irányítása alatt a Crédit Mobilier a Union Pacificnek gyakran a szokásos költség kétszeresét vagy annál is többet számlázott a pályamunkákért (így tulajdonképpen saját magát fizette meg a vasútépítésért). Az eljárás elakasztotta a Union Pacific munkáját.
Lincoln felkérte Oakes Ames massachusettsi kongresszusi képviselőt, aki tagja volt a vasúti bizottságnak, hogy tegyen rendet a dolgok között, és indítsa el a vasútvonalat. Ames elérte, hogy öccsét, ifjabb Oliver Ames-t nevezzék ki a Union Pacific elnökévé, míg ő maga a Crédit Mobilier elnöke lett.
Ames ezután viszont részvényopciókat adott más politikusoknak, miközben folytatta a jövedelmező túlszámlázásokat. A botrányba többek között Schuyler Colfax alelnök (akit tisztáztak) és a későbbi elnök, James Garfield is belekeveredett.
A botrány 1872-ben robbant ki, amikor a New York Sun közzétette a Henry S. McComb és Ames közötti rendszert részletező levelezést. Az ezt követő kongresszusi vizsgálat során azt javasolták, hogy Ames-t zárják ki a kongresszusból, de ezt elmarasztalásra enyhítették, és Ames három hónapon belül meghalt.
Durant később elhagyta a Union Pacificet, és egy új vasúti báró, Jay Gould lett a meghatározó részvényes. Az 1873-as pánik következtében Gould alkukat tudott kötni, köztük a Union Pacific Railroad és a Western Union irányítását.

### Látható maradványok
A történelmi vasútvonal egyes szakaszai még ma is jól felismerhetők – több száz mérföldnyi pályát továbbra is használnak, különösen a Sierra Nevada-hegységben, valamint Utah és Wyoming kanyonjaiban. Bár az eredeti síneket az idő múlásával lecserélték, és az alépítményt korszerűsítették, a vonalvezetés nagyrészt az eredeti, kézzel kialakított nyomvonalat követi. A kaliforniai Truckee-kanyonon áthaladó Interstate 80-as autópálya kilátópontjairól panorámás rálátás nyílik a Central Pacific eredeti vonalának több mérföldes szakaszára, valamint azokra a hóvédművekre, amelyek egykor biztonságosabbá és megbízhatóbbá tették a téli vasúti közlekedést.
Azokon a területeken, ahol az eredeti vonalat később kiváltották és elhagyták – például a Utah állambeli Lucin Cutoff új nyomvonala miatt –, a régi pálya nyomai még mindig jól láthatók. Különösen szembetűnőek az egykori földmunkák, például töltések és bevágások, amelyek közül kiemelkedik a Promontorytól keletre található Big Fill. A Big Fill keleti végéhez csatlakozó, egykori nagy ív ma a Thiokol rakétakutató és -fejlesztő létesítménye mellett halad el.
1957-ben a kongresszus létrehozta a Golden Spike Nemzeti Történelmi Emlékhelyet, amelyet 2019-ben Golden Spike Nemzeti Történelmi Parkká nyilvánítottak. Ma a helyszínen a Union Pacific 119. számú és a Central Pacific Jupiter mozdonyainak másolatai találhatók. A mozdonyokat a Nemzeti Park Szolgálat időről időre beüzemel és bemutat a látogatóknak. 2006. május 10-én, az utolsó sínszeg beütésének évfordulóján Utah állam bejelentette, hogy az állami negyeddolláros érme hátoldalán ennek az eseménynek az ábrázolása fog szerepelni.

### Jelenlegi személyforgalom
Az Amtrak California Zephyr nevű járata, a kaliforniai Emeryville (San Francisco Bay Area) és Chicago között naponta közlekedő személyszállító járat az első transzkontinentális vasútvonalat használja Sacramentótól Nevadáig.

## A populáris kultúrában

### Filmek
A vasútvonal és annak építése számtalan filmben felbukkan, még ha csak utalás szintjén is:
- A vadnyugat hőskora (1962)
- Volt egyszer egy Vadnyugat (1968)
- Wild Wild West – Vadiúj vadnyugat (1999)
- Szilaj, a vad völgy paripája(2002)

### Egyéb
2015-ben a Lego weboldalán megjelent egy készlet, mely az arany sínszeg beverésének ceremóniáját mutatta be, de a készlet forgalomba nem került.